# Candidatura d'Unitat Popular
|  | «CUP» redirigeix aquí. Vegeu-ne altres significats a «CUP (desambiguació)». |

La Candidatura d'Unitat Popular (CUP) és una organització política assembleària anticapitalista que partint de l'àmbit municipal, treballa per uns Països Catalans independents, socialistes, ecològicament sostenibles, territorialment equilibrats i no patriarcals. Segons la seva pàgina web, es diferenciaria d'alguns partits polítics tradicionals en el fet que totes les decisions del partit les pren la militància i no els seus càrrecs electes, i aplicarien la democràcia directa. A través dels seus regidors, la CUP aplica al ple municipal dels ajuntaments les decisions preses per la seva militància en l'Assemblea Local. Alhora, promou el teixit associatiu i els moviments socials locals i denuncia els alts sous que cobren els polítics professionals i cedeixen, per exemple, una part del seu sou a l'assemblea local. En 2019 tenia presència a 167 municipis de Catalunya i un del País Valencià. Tot i que els Països Catalans són el seu referent territorial, fora de Catalunya, la seva presència és modesta.

## Ideologia
En la ponència aprovada a l'Assemblea Nacional Extraordinària de 2009, «La CUP, l'alternativa necessària», defineix el seu projecte polític així:
| «                                                       | La CUP és una organització política assembleària d'abast i àmbit nacional, que s'estén arreu dels Països Catalans i que, partint de l'àmbit municipal, treballa per uns Països Catalans independents, socialistes, ecològicament sostenibles, territorialment equilibrats i no patriarcals. | » |
| — La CUP, l'alternativa necessària, 11 de gener de 2009 | |   |

De la mateixa manera, la CUP a través de la «Unitat Popular» aposta per:
1. La defensa dels drets polítics del poble català: l'exercici del dret a l'autodeterminació i l'accés a la independència, la democràcia participativa, la defensa de la unitat i la territorialitat del conjunt dels Països Catalans.
2. La defensa dels drets de les classes populars i la igualtat: cap a una societat de redistribució de la riquesa, la lluita contra l'atur i la precarietat, la defensa dels serveis públics, l'establiment de mecanismes de control popular de l'economia i el desplegament de polítiques efectives que garanteixin la igualtat de gènere.
3. La defensa del territori: contra les agressions ecològiques i urbanístiques, contra l'esquarterament del territori i la seva destrucció en benefici d'uns pocs, i un desenvolupament realment sostenible.
4. Lluita feminista i alliberament sexual i de gènere. Superació de l'actual model heteropatriarcal i de discriminació per motius de gènere o opció sexual. Corresponsabilitat de les tasques reproductives i de cures i lluita per la igualtat de drets i de salaris.
5. La defensa de la llengua i la identitat nacional: per la unitat de la llengua, l'oficialitat del català en tot el territori nacional, unes indústries culturals pròpies i autocentrades, el reforçament del teixit cultural d'arrel popular arreu dels Països Catalans.
6. L'internacionalisme com a forma de relació igualitària, anticolonial i fraternal entre pobles, per la gestió comuna dels afers generals i per la superació dels conflictes internacionals.

### Unitat Popular
El terme «Unitat Popular» fa referència a l'aliança d'esquerres xilena encapçalada per Salvador Allende que impulsà un moviment de transformació socialista i va governar fins al cop d'estat d'Augusto Pinochet. El concepte «Unitat Popular» és d'una referència marxista clara.
A «La CUP, l'alternativa necessària» també es defineix l'aposta de la «Unitat Popular»:
| «                                                       | Entenem la Unitat Popular com una agrupació de moviments populars i organitzacions polítiques de diferents sectors de les classes populars anticapitalistes amb un programa clar de reivindicacions concretes. […] La Unitat Popular combina la mobilització i la desobediència civil dels sectors populars, junt amb l'acció institucional anant més enllà de simples agrupacions electorals, constituint l'agrupació de totes les forces transformadores de la societat sota un programa de reivindicacions concretes, i sense oblidar els elements polítics generals o estratègics. | » |
| — La CUP, l'alternativa necessària, 11 de gener de 2009 | |   |

Aquestes reivindicacions concretes són sintèticament la defensa dels drets polítics del poble català, la defensa dels drets de les classes populars i la igualtat, la defensa del territori i la defensa de la llengua i la identitat nacional.
En l'àmbit de l'Esquerra Independentista, el concepte de la «Unitat Popular» va ésser introduït inicialment pel sector del Moviment de Defensa de la Terra (MDT) afí a Independentistes dels Països Catalans a la darrera part del segle xx i l'entenia com el moviment popular que havia d'articular políticament l'independentisme i que s'havia d'expressar en la mobilització, en la lluita ideològica i en la pràctica local i municipal. L'MDT pretenia bastir una alternativa política aglutinadora dels sectors populars, definida en 6 punts: defensa dels drets polítics del poble català, defensa dels drets de les classes populars, defensa de la terra, defensa de la llengua i la identitat nacional, contra la repressió i per la llibertat dels patriotes catalans, i per la solidaritat internacional i per l'Europa de les nacions. Es considerava que els diferents nuclis de la CUP i l'Assemblea Municipal de l'Esquerra Independentista eren qui havien d'articular en la pràctica local i municipal aquesta «Unitat Popular»; i en un moment donat, determinat pel grau de desenvolupament del projecte, també s'hauria d'articular a nivell nacional.
Endavant teoritzava l'any 2001 en el document «Cap a la Unitat Popular» l'adaptació del concepte a la contemporaneïtat: 
| «                                             | La Unitat Popular ha de saber plantejar una nova alternativa política per als nous temps, adaptada a la realitat catalana actual i que, al mateix temps que entronqui amb la llarga tradició de lluita obrera i popular d'aquest país, s'identifiqui amb els interessos de tots aquests nous sectors socials exclosos, dipositaris del major potencial revolucionari i de lluita. Ha de saber superar els errors i les desviacions dels models que han existit arreu, entenent el socialisme no com un objectiu estàtic, com un model rígid que cal aplicar el dia que s'arribi a conquerir el poder polític, el final del camí, sinó com un procés constant de transformació, un procés dinàmic de construcció d'una societat basada en els interessos de la majoria, en una veritable democràcia. | » |
| — Cap a la Unitat Popular, 12 de maig de 2001 | |   |

 I l'entroncava en el cas català amb la lluita per la independència nacional: 
| «                                             | (...) un projecte com la Unitat Popular, que defensi la necessitat de la independència com a única sortida per a la nostra supervivència com a poble, que defensi la plena integritat dels Països Catalans, la nostra llengua i cultura. Un projecte d'alliberament nacional sense renúncies ni claudicacions. La Unitat Popular ha de plantejar no només la necessitat, sinó també una estratègia viable vers la independència, vers l'assoliment d'un estat propi per a la nació catalana. | » |
| — Cap a la Unitat Popular, 12 de maig de 2001 | |   |

## Organització
La CUP és una organització assembleària i, per tant, no jeràrquica. El Secretariat Nacional (SN) és l'òrgan encarregat de gestionar el dia a dia de la Candidatura d'Unitat Popular, executa els acords presos a les assemblees i als consells polític i no té atribucions polítiques. El componen 15 militants de l'organització i és un càrrec que canvia cada quatre anys.
La CUP es compon de diferents Assemblees Locals (AL) arreu del territori, que funcionen de manera autònoma i prenen les seves pròpies decisions mitjançant la seva militància. Aquestes s'agrupen en tretze Assemblees Territorials (AT), que no es corresponen necessàriament amb les comarques o províncies establertes oficialment, a fi de coordinar-se entre si i de facilitar la presa d'algunes decisions a nivell nacional. L'òrgan màxim de decisió és l'Assemblea Nacional (AN), formada per la militància, i és l'encarregada d'aprovar els temes generals més importants com són les línies estratègiques i tàctiques a seguir, escollir el Secretariat Nacional, aprovar els pressupostos, els nous estatuts, etc. Té una periodicitat mínima anual.
De manera mensual es convoca una Mesa Nacional (MN), que és l'òrgan decisori entre assemblees nacionals. A la Mesa hi estan convocats els representants de cada assemblea territorial i el Secretariat Nacional, es debaten els diferents posicionaments proposats i s'aproven les resolucions polítiques. Hi assisteixen representants de les assemblees territorials que defensen les postures consensuades en aquest espais.
El Grup d'Acció Parlamentari (GAP) s'encarrega dels temes parlamentaris i hi tenen representació totes les Territorials de la CUP i les organitzacions que li donen suport. Es reuneix mensualment. També existeixen uns Grups de Treball (GT), que són espai de treball temàtics on hi participen militants o simpatitzants a títol individual.
Des de l'11 de març de 2022, el Secretariat Nacional el formen Maria Sirvent, Joan Ramon Sanz, Gemma Codina, Txus Magallón, Marta Gilabert, Albert Giménez, Laure Vega, Jordi Barbero, Quim Soler, Ester Diaz, Edgar Fernàndez, Hug Lucchetti, Íñigo Robredo, Jaume Casal i Isa Chacón.

## Història

### Precedents
L'organització té com a precedent les primeres eleccions municipals després de la mort del dictador Francisco Franco, celebrades el 3 d'abril de 1979, quan diferents candidatures crítiques amb el rumb que prenien els esdeveniments decidiren organitzar candidatures independents.
El 8 de juliol de 1979 es va fundar a Manresa l'Assemblea de Regidors de l'Esquerra d'Alliberament Nacional, que integrava regidors del Partit Socialista d'Alliberament Nacional (PSAN) i propers. Quan una part del PSAN va passar a Nacionalistes d'Esquerra (NE), l'Assemblea es va convertir en la Coordinadora de Batlles i Regidors Nacionalistes, Independents i d'Esquerres. Llavors la Coordinadora integrava regidors de NE, del PSAN, del Front Nacional de Catalunya i independents. La Coordinadora va acabar desapareixent amb la dissolució de NE.
A mitjans de la dècada del 1980 el referent de govern municipal de l'Esquerra Independentista eren les candidatures que governaven a Sant Pere de Ribes, Unitat Municipal 9 (UM9), i a Arbúcies, Candidatura Unitària i Popular d'Arbúcies (CUPA).

#### Naixement de l'AMEI
El 14 desembre de 1986 a Barcelona es va crear l'Assemblea Municipal de l'Esquerra Independentista (AMEI). Els impulsors van ser Jaume Soler, batlle d'Arbúcies de la CUPA; Xavier Garriga, batlle de Sant Pere de Ribes d'UM9; Jaume Oliveras, membre d'un partit del Masnou provinent de NE; Jaume Renyer, membre del Vendrell del PSAN; i Jaume Romeu, membre d'un partit de Molins de Rei provinent de NE.
L'objectiu de l'AMEI era crear candidatures de l'Esquerra Independentista (EI) per les eleccions municipals de 1987 o, almenys, agrupacions d'electors amb participació de membres l'EI. A nivell nacional es rebutjava qualsevol pacte, també postelectoral, amb organitzacions que no fossin de l'EI. Les principals línies d'actuació municipal eren la contribució al procés d'alliberament nacional català, la transparència i la fiscalitat redistributiva, el desenvolupament de l'economia local, l'urbanisme social i ecològic i la normalització lingüística.
Inicialment no s'havia decidit de crear una marca unificada, només coordinar els batlles, els regidors i les candidatures de l'Esquerra Independentista, que es presentaven com a agrupacions d'electors. Malgrat tot, algunes candidatures triaren el nom de Candidatura d'Unitat Popular, probablement per imitació de la CUPA. El nom de Candidatura d'Unitat Popular s'acabaria registrant el març del 1991 de cara a les eleccions municipals d'aquell any.

#### Eleccions municipals de 1987
El 10 de juny de 1987 hi va haver les primeres eleccions municipals després de la fundació de l'AMEI. Es van presentar tres candidatures amb el nom de CUP, encara no registrat, al Masnou, a Salt i a Premià de Mar. Van obtindre un sol regidor, Jaume Oliveras al Masnou.
Més enllà de les CUP, es van presentar altres candidatures vinculades a l'AMEI. La CUPA i UM9 van obtenir majoria absoluta. A Alginet i Monòver es van presentar candidatures amb les sigles del PSAN sense aconseguir representació. A Maçanet de la Selva el Grup d'Acció Municipal va aconseguir dos regidors.
A les comarques de Ponent es van presentar candidatures sota la marca d'Independents Progressistes i Nacionalistes IPN). Algunes d'elles participaven en l'AMEI, com la de Barbens o la de Vallfogona de Balaguer, que van aconseguir la majoria absoluta. A Torrelles de Llobregat i a Caldes de Malavella van guanyar amb majoria absoluta candidatures que tenien certa vinculació amb l'AMEI. Els resultats exactes van ser els següents:
| Municipi               | Candidatura            | Vots | %     | Regidors |
| ---------------------- | ---------------------- | ---- | ----- | -------- |
| Alginet                | PSAN                   | 189  | 2,92  | 0 / 17   |
| Arbúcies               | CUPA                   | 1491 | 56,39 | 6 / 11   |
| Barbens                | IPN                    | 325  | 73,03 | 5 / 7    |
| Maçanet de la Selva    | Grup d'Acció Municipal | 260  | 20,23 | 2 / 11   |
| El Masnou              | CUP                    | 431  | 5,81  | 1 / 17   |
| Monòver                | PSAN                   | 228  | 3,35  | 0 / 17   |
| Premià de Mar          | CUP                    | 313  | 3,28  | 0 / 21   |
| Salt                   | CUP                    | 411  | 4,49  | 0 / 21   |
| Sant Pere de Ribes     | UM9                    | 2661 | 47,71 | 9 / 17   |
| Torrelles de Llobregat | Poble i Progrés        | 629  | 62,84 | 6 / 9    |
| Vallfogona de Balaguer | IPN                    | 480  | 57,01 | 5 / 9    |

A més de les candidatures vinculades a l'AMEI, van sortir elegits alguns regidors més de l'Esquerra Independentista. A Molins de Rei, l'Esquerra Nacionalista es va presentar en coalició amb Esquerra Republicana de Catalunya (ERC) i va obtenir dos regidors, un per cada partit. A Arenys de Mar, Joaquim Cucurull va participar com a independent en la llista d'Iniciativa per Catalunya (ICV) i va sortir elegit.

### 1991-1997: Fundació i estancament

#### Eleccions municipals de 1991
El març de 1991 es registra el nom de Candidatura d'Unitat Popular com a partit. El 26 de maig hi va haver eleccions municipals. Es van presentar més candidatures de l'AMEI que a les anteriors i la majoria van ser sota les sigles CUP. Concretament, es van presentar candidatures de la CUP a Alcanar, Argentona, Banyoles, Manresa, El Masnou, Valls, Vilafranca del Penedès i Vilassar de Dalt però només es van aconseguir 2 regidors, Pere Bosch a Banyoles i Màrius Domingo a Valls.
| Municipi               | Vots | %    | Regidors |
| ---------------------- | ---- | ---- | -------- |
| Alcanar                | 88   | 2,04 | 0 / 13   |
| Banyoles               | 573  | 8,68 | 1 / 17   |
| Manresa                | 471  | 1,58 | 0 / 25   |
| El Masnou              | 383  | 5,33 | 0 / 17   |
| Salt                   | 268  | 3,05 | 0 / 21   |
| Valls                  | 564  | 5,51 | 1 / 21   |
| Vilafranca del Penedès | 141  | 1,01 | 0 / 21   |
| Vilassar de Dalt       | 176  | 5,25 | 0 / 13   |

La resta de candidatures de l'AMEI van tenir els següents resultats:
| Municipi            | Candidatura                                        | Vots | %     | Regidors |
| ------------------- | -------------------------------------------------- | ---- | ----- | -------- |
| Arbúcies            | CUPA                                               | 1411 | 50,09 | 6 / 11   |
| Girona              | Alternativa Ecologista, Independentista i Unitària | 358  | 1,18  | 0 / 25   |
| Maçanet de la Selva | Grup Independent d'Acció per Maçanet               | 201  | 12,77 | 1 / 11   |
| Ripollet            | Col·lectiu Obrer i Popular                         | 1087 | 11,08 | 2 / 21   |
| Sabadell            | Candidatura Alternativa Independent i Ciutadana    | 932  | 1,20  | 0 / 27   |
| Sant Pere de Ribes  | UM9                                                | 2204 | 36,88 | 7 / 17   |

En els anys següents alguns regidors, exregidors i membres de la CUP passen a militar a ERC. El Moviment d'Esquerra Nacionalista es fusiona amb partits verds que presenten candidatures pròpies o amb ICV. Mentre que l'MDT, després de la repressió de l'Operació Garzón de 1992 i de l'assemblea de 1993, impulsa l'Assemblea d'Unitat Popular (AUP), i Catalunya Lliure presenta les seves pròpies candidatures.

#### Eleccions municipals de 1995
A les eleccions de 1995, els resultats de les candidatures sota les sigles CUP van ser els següents:
| Municipi | Vots | %     | Regidors |
| -------- | ---- | ----- | -------- |
| Biosca   | 61   | 30,05 | 2        |

I els resultats de la resta de candidatures de l'AMEI van ser els següents:
| Municipi             | Nom                                                         | Vots | %     | Regidors |
| -------------------- | ----------------------------------------------------------- | ---- | ----- | -------- |
| Arbúcies             | CUPA                                                        | 1759 | 56,60 | 6        |
| Banyoles             | ERC - CUP                                                   | 951  | 12,39 | 2        |
| Corbera de Llobregat | Coordinadora Corbera Alternativa                            | 392  | 11,46 | 2        |
| Manresa              | ICV - AUP                                                   | 2486 | 7,91  | 2        |
| El Masnou            | ICV - CUP                                                   | 1107 | 11,57 | 2        |
| Masquefa             | Independents per Masquefa                                   | 212  | 12,42 | 1        |
| Ripollet             | Col·lectiu Obrer Popular                                    | 1345 | 10,28 | 2        |
| Sabadell             | Candidatura Alternativa Independent i Ciutadana de Sabadell | 677  | 0,76  | 0        |
| Salt                 | Independents per Salt                                       | 312  | 3,15  | 0        |
| Sant Pere de Ribes   | UM9                                                         | 3145 | 37,82 | 7        |
| Valls                | ICV - CUP                                                   | 727  | 6,80  | 1        |

### 1998-2001: Procés de Vinaròs

#### Eleccions municipals de 1999
A partir de 1998 grups locals de l'Esquerra Independentista de Biosca, Manresa, Navarcles, Sabadell, Salt, Torà, Valls i de la UM9 de Sant Pere de Ribes van reactivar l'AMEI. Un primer impuls vingué a les eleccions municipals de 1999. Els resultats de les candidatures sota les sigles CUP van ser els següents:
| Municipi | Vots | %     | Regidors |
| -------- | ---- | ----- | -------- |
| Mura     | 64   | 34,59 | 1        |

I els resultats de la resta de candidatures de l'AMEI van ser els següents:
| Municipi           | Nom                                 | Vots  | %     | Regidors |
| ------------------ | ----------------------------------- | ----- | ----- | -------- |
| Arbúcies           | CUPA                                | 1478  | 49,40 | 6        |
| Biosca             | CUP - ERC - AM                      | 56    | 27,05 | 2        |
| Manresa            | AUP                                 | 579   | 2,04  | 0        |
| Masquefa           | Independents per Masquefa - EPM     | 205   | 9,44  | 1        |
| Navarcles          | Entesa per Navarcles (ERC - AM)     | 138   | 4,31  | 0        |
| Ripollet           | Col·lectiu Obrer Popular - ERC - AM | 1710  | 14,81 | 3        |
| Sabadell           | Entesa per Sabadell - EPM           | 26270 | 33,92 | 1        |
| Salt               | ICV - Independents per Salt - EPM   | 549   | 5,29  | 1        |
| Sant Pere de Ribes | UM9 - EPM                           | 2970  | 33,69 | 7        |
| Torà               | CUP - ERC - AM                      | 204   | 29,39 | 3        |
| Valls              | ICV - CUP - EPM                     | 400   | 3,84  | 0        |

El 4 de juliol de 1999 es fa una reunió de l'AMEi a Biosca on es valoren les eleccions, s'estableixen les bases per a començar a treballar en perspectiva nacional i es munta el primer Secretariat Nacional de la nova etapa amb Xavier Oca (Sabadell), Josep Anton Vilalta (Torà), Joan Fernàndez (Manresa), Ferriol Massó (Banyoles) i Jaume Salmeron (Arbúcies).
Poc després, el 2 d'abril de 2000 el Procés de Vinaròs establí canals de relació estables entre les diferents organitzacions de l'EI, ocasionà la creació de l'organització antirepressiva Alerta Solidària i de la Coordinadora de Casals i Ateneus i, finalment, rellançà i enfortí la Candidatura d'Unitat Popular.

### 2002-2012: Declaració de Vilafranca i salt al Parlament
El 23 de juny sortí el número 0 del butlletí municipal de la CUP anomenat Unitat Popular. El 15 de desembre del mateix any, en una trobada a Vilafranca del Penedès, l'assemblea aprovà una declaració d'intencions, coneguda com la Declaració de Vilafranca, on es va donar resposta al creixement de la CUP i on es van fixar els seus objectius a mitjà termini:
| «                          | Esdevenir el referent polític unitari a nivell municipal del conjunt de l'Esquerra Independentista i de tots aquells sectors de la classe treballadora i les classes populars conscients de la necessitat d'una transformació socialista de la nostra societat i de la instauració d'un nou marc polític que garanteixi els drets socials, la democràcia i les llibertats nacionals al nostre poble. | » |
| — Declaració de Vilafranca | |   |

A més, es va decidir treballar en la consolidació i l'extensió dels «col·lectius de lluita municipal» i en la creació de ponts estables de coordinació i suport mutu entre les diferents CUP d'arreu del territori.

#### Eleccions municipals de 2003
Els mesos anteriors a les eleccions municipals, fruit d'un optimisme emmirallat en la incorporació de nuclis en ciutats de pes mig, s'especulava la xifra de 50 candidatures CUP en la mateixa Declaració de Vilafranca i, en diversos mitjans de comunicació, la xifra ascendia a setanta. La realitat va ser que a les eleccions municipals del 25 de maig de 2003 es presentaren finalment 10 llistes en solitari i 8 integrades en plataformes àmplies. La formació obtingué 2 regidors a Torà i Sallent, i 1 regidor a Vilafranca del Penedès i Valls. També obtingué regidors amb plataformes àmplies a Sabadell (2), Salt (1), Sant Pere de Ribes (5), Ripollet (6, en coalició amb ERC i Esquerra Unida i Alternativa (EUiA) dins del Col·lectiu Obrer i Popular), Viladamat (1), Cerdanyola del Vallès (1), Sallent (2) i Arbúcies (3).
Els resultats més positius van ésser l'entrada per primer cop a l'ajuntament de pes mig de Vilafranca del Penedès amb un regidor, fet que va donar al nucli de Vilafranca un cert paper de referent per a altres candidatures, i l'entrada dels dos regidors a Sallent, llista que anava encapçalada per Anna Gabriel, que seria regidora fins al 2011, juntament amb la recuperació del regidor a Valls perdut quatre anys abans. A Valls el discurs s'havia centrat en temes urbanístics i de participació democràtica en una llista formada majoritàriament per dones. Es va entrar al consistori de Viladamat i a Salt es va pujar en vots malgrat que no foren suficients per aconseguir el segon regidor. La llista a Viladamat era formada per gent molt jove, on cap dels seus membres superava els 25 anys.
A les viles mitjanes de Mataró i Vic, on la CUP es presentava per primer cop, recolliren 1.170 i 605 vots respectivament, insuficients per aconseguir representació al consistori. A Manresa, a través de l'Assemblea d'Unitat Popular, pràcticament doblaren el seu nombre de vots respecte al 1999 amb 1.114 vots, però tampoc fou suficient. A Navarcles, on aquest cop no s'havia reeditat l'aliança amb ERC de les darreres eleccions municipals, no aconseguiren representació per pocs vots, malgrat recollir el suport del 6,02% dels vilatans.
Per altra banda, la cara més negativa va ésser la pèrdua de 31 vots, alhora que un regidor, a Torà respecte al 1999 i la pèrdua de la batllia d'Arbúcies, després de 24 anys, a causa de la sortida d'ERC de la coalició municipal i que presentés una candidatura a part amb la què guanyà les eleccions. Malgrat tot, la CUP i els Independents per Torà (InTo) pactaren per fer fora del govern a Convergència i Unió (CiU), però aquest pacte durà pocs mesos per problemes interns dins l'InTo. L'Entesa per Sabadell, amb la sortida d'ICV-EUiA de la candidatura, va perdre la majoria del seu suport electoral al passar de 10 a 2 regidors, deixant el membre de la CUP i 3r a la llista, Xavi Oca, fora del consistori.
| Municipi               | Vots  | %     | Regidors |
| ---------------------- | ----- | ----- | -------- |
| Biosca                 | 53    | 29,61 | 0        |
| Girona                 | 381   | 1,01  | 0        |
| Mataró                 | 1.170 | 2,31  | 0        |
| Navarcles              | 205   | 6,02  | 0        |
| Terrassa               | 418   | 0,53  | 0        |
| Torà                   | 173   | 20,79 | 2        |
| Valls                  | 640   | 5,83  | 1        |
| Vic                    | 605   | 3,68  | 0        |
| Vilafranca del Penedès | 1.105 | 6,56  | 1        |

| Municipi              | Nom                             | Vots  | %     | Regidors |
| --------------------- | ------------------------------- | ----- | ----- | -------- |
| Arbúcies              | CUPA - EP                       | 836   | 25,91 | 3        |
| Cerdanyola del Vallès | PAISC                           | 1.391 | 5,32  | 1        |
| Manresa               | AUP                             | 1.114 | 3,55  | 0        |
| Masquefa              | Independents per Masquefa - EPM | 392   | 12,5  | 2        |
| Ripollet              | COP - AM                        | 3.827 | 27,05 | 6        |
| Sabadell              | Entesa per Sabadell             | 6.111 | 6,99  | 2        |
| Sallent               | RCD - CUP                       | 563   | 13,62 | 2        |
| Salt                  | ICV - EPM - IPC                 | 618   | 6,33  | 1        |
| Sant Pere de Ribes    | UM9 - EN                        | 2.225 | 22,05 | 5        |
| Viladamat             | EPM - CUP                       | 50    | 17,24 | 1        |

#### Eleccions europees de 2004: «Amb la CUP, l'Esquerra Independentista a Europa»
El 17 de gener, a l'assemblea de l'Assemblea Municipal de l'Esquerra Independentista (AMEI) per valorar les eleccions municipals de 2003, es va debatre la proposta de presentar una llista electoral a les eleccions al Parlament Europeu. La llista seria encapçalada per Jesús Artiola, activista independentista i militant de l'organització Terra i Llibertat. Segons l'historiador Albert Botran, s'assumia que l'objectiu «no era obtenir un diputat al Parlament Europeu, sinó aprofitar la conjuntura electoral per donar a conèixer el projecte de la CUP arreu del país, més enllà dels municipis en els quals hi havia un nucli existent» atès que fins al moment els nuclis de la CUP eren pocs. Després d'aprovar la proposta a Manresa es traslladà el debat a les diferents organitzacions de l'EI. Per una banda, Endavant es posicionà contrari per raons polítiques i pràctiques, com la manca de recursos per fer una campanya desitjable, la visió de centrar-se en l'àmbit municipal i la priorització de la campanya al carrer contra la Constitució Europea. Per l'altra banda, hi havia Maulets, Terra i Llibertat i l'MDT que arguïren a favor de la concurrència. L'MDT justificava el seu posicionament amb la necessitat de reforçar l'estructura nacional i de visualització del projecte arreu dels Països Catalans, entre d'altres.
El 20 de març se celebrà una Assemblea Nacional Extraordinària de la CUP a Vic on es decidí finalment presentar-se a les eleccions europees, després d'escoltar i valorar els posicionaments de les diferents organitzacions de l'EI. La llista va ésser encapçalada per Jesús Artiola, Xavi Oca i Anna Gabriel i s'impulsà el manifest «Amb la CUP, l'Esquerra Independentista a Europa» per recollir suports a la candidatura. Els resultats van ésser realment minsos: 6.185 vots (0,29%) a Catalunya, 697 (0,04%) al País Valencià i 103 (0,04%) a les Illes Balears. Com que en aquestes eleccions hi havia circumscripció única la CUP va obtenir 8.180 vots (0,05%).
Tanmateix, la tasca desenvolupada durant la campanya electoral provocà una mobilització dels sectors independentistes afins i el seu missatge es donà a conèixer a nous sectors de la població. Aquest fet tingué com a conseqüència la creació de nous nuclis de suport, molts dels quals, a la llarga, s'acabaren constituint com a CUP al seu municipi, el més destacat dels quals serà el de Berga.

#### 2005-2006: «Prou Estatuts. Ara independència»
Després de l'experiment de les eleccions europees, la CUP com a organització treballà en l'articulació organitzativa. El 10 d'abril de 2005 s'aprovaren a l'Assemblea Nacional de Martorell els primers Estatuts de la CUP que incloïen la creació de nous òrgans de participació interna. Durant aquests anys el Secretariat Nacional de l'organització propugnava per incidir en qüestions més enllà de l'àmbit municipal amb la missiva sobre afers com la campanya «Prou Estatuts. Ara independència» que explicitava el posicionament de la CUP en contra dels processos de reforma estatutaris als diferents territoris dels Països Catalans.

#### Eleccions municipals de 2007: «Vota't. Entra amb nosaltres a l'Ajuntament»[n. 1]
A les eleccions municipals del maig de 2007 la CUP es presentà en solitari o amb altres forces, doblant el nombre de llistes respecte al 2003. Amb un total de 50 candidatures i 30 nuclis embrionaris, aconseguí triplicar el nombre de regidors, vint-i-set, respecte als comicis anteriors i van suposar un important salt endavant per a la CUP.
Els resultats feren palès el pas endavant de la candidatura i la feina municipal de base feta al aconseguir representació a 7 capitals de comarca: Berga (2), Manresa (1), Mataró (1), Valls (1), Vic (2), Vilafranca del Penedès (2), Vilanova i la Geltrú (1); també aconseguí representació amb les sigles CUP a Arenys de Munt (1), Cardedeu (1), Celrà (1), Molins de Rei (1), Montesquiu (1), Sallent (1), Sant Celoni (2), Torà (1) i Viladamat (1).
Per primer cop es presentà una llista de la CUP al País Valencià, a Barxeta, on no aconseguí entrar al consistori per només dos vots, malgrat haver recollit el 8,13% dels vots. Aquesta candidatura va ésser el primer intent reeixit d'implantar la CUP als municipis valencians, després de diversos intents d'establir contactes i crear dinàmiques a l'Horta, la Plana o Elx. En general, en aquelles localitats on ja s'havien presentat, la CUP augmentà o consolidà el nombre de regidors obtingut. Tot i que moltes de les llistes presentades no obtingueren representació, es crearen dinàmiques d'activitat política pròpies fora de les institucions locals fet que, segons Albert Botran, «van servir per anar madurant la CUP durant aquests anys».
Entre els resultats, destaquen els de Mataró i Manresa, el primer perquè va ésser la ciutat més gran on la CUP obtingué representació i on es reberen més vots, exactament 2173 (5,48%); el segon, perquè a banda de presentar-se per primer cop amb les sigles CUP i en solitari, el moviment de l'Esquerra Independentista tornava a entrar al consistori bagenc després de 10 anys. Altres casos destacables són els de Berga, Vilafranca del Penedès i Sant Celoni, en els quals -per primera vegada- la CUP era decisiva a l'hora de formar govern en consistoris de proporcions considerables. La CUP de Berga, per la seva banda, ja havia anunciat durant la campanya, i així fou, que no impediria el govern de la llista més votada, que en aquest cas fou CiU. En el cas de Sant Celoni, es convocà la primera Assemblea d'Unitat Popular on es decidí facilitar un canvi de govern i que hi hagués un alcalde de CiU sense que la CUP entrés al govern. La setena assemblea d'unitat popular de la localitat, a mitja legislatura, decidí trencar l'acord d'investidura pel suport dels convergents i per la no paralització del projecte d'àrea residencial estratègica a Can Riera de l'Aigua, fet que segons l'assemblea, infringia l'acord d'investidura.
En el cas de Vilafranca, la CUP no s'oposà que el Partit dels Socialistes de Catalunya (PSC), com a força més votada però empatada a escons amb CiU, governés, però a mitja legislatura impulsà juntament amb ERC i CiU una moció de censura argumentant que no hi havia confiança amb el govern municipal i, segons la CUP, per possibles tractes de favor del PSC cap a Caixa Penedès.
| Municipi                   | Vots | %     | Regidors |
| -------------------------- | ---- | ----- | -------- |
| Arenys de Munt             | 329  | 9,51  | 1        |
| Barxeta                    | 98   | 8,17  | 0        |
| Berga                      | 938  | 13,21 | 2        |
| Biosca                     | 51   | 30,72 | 0        |
| Cardedeu                   | 411  | 6,07  | 1        |
| Celrà                      | 210  | 11,90 | 1        |
| Dosrius                    | 26   | 1,22  | 0        |
| Girona                     | 916  | 2,83  | 0        |
| Lleida                     | 1030 | 2,15  | 0        |
| Manresa                    | 1590 | 6,00  | 1        |
| Martorell                  | 475  | 4,45  | 0        |
| Mataró                     | 2193 | 5,53  | 1        |
| Molins de Rei              | 539  | 5,22  | 1        |
| Montesquiu                 | 83   | 16,12 | 1        |
| Navarcles                  | 195  | 5,97  | 0        |
| Pineda de Mar              | 333  | 3,32  | 0        |
| Ripoll                     | 77   | 1,37  | 0        |
| Sallent                    | 356  | 8,95  | 1        |
| Sant Celoni                | 729  | 9,54  | 2        |
| Sant Joan de les Abadesses | 123  | 5,47  | 0        |
| Torà                       | 92   | 12,43 | 1        |
| Valls                      | 763  | 7,51  | 1        |
| La Vansa i Fórnols         | 43   | 32,82 | 0        |
| Vic                        | 1176 | 7,65  | 2        |
| Viladamat                  | 66   | 22,07 | 1        |
| Vilafranca del Penedès     | 1643 | 10,82 | 2        |
| Vilanova i la Geltrú       | 1366 | 5,75  | 1        |
| Vilassar de Dalt           | 163  | 4,20  | 0        |
| Vilassar de Mar            | 275  | 3,30  | 0        |

| Municipi                   | Nom                              | Vots | %     | Regidors |
| -------------------------- | -------------------------------- | ---- | ----- | -------- |
| Arbúcies                   | CUPA                             | 400  | 13,56 | 2        |
| Badalona                   | Els Verds - CUP                  | 1571 | 2,12  | 0        |
| Barberà del Vallès         | Assemblea d'esquerres - UP       | 130  | 1,20  | 0        |
| Calldetenes                | Poble en Marxa                   | 225  | 18,84 | 3        |
| Capellades                 | Vila de Capellades               | 354  | 12,78 | 2        |
| Centelles                  | Independents per Centelles - CUP | 78   | 2,12  | 0        |
| Cerdanyola                 | PAS                              | 986  | 4,31  | 0        |
| Granollers                 | CUP - Els Verds                  | 444  | 2,08  | 0        |
| Platja d'Aro               | Arenenca                         | 113  | 3,17  | 0        |
| Ripollet                   | COP                              | 2241 | 18,55 | 5        |
| Sabadell                   | Entesa per Sabadell              | 5968 | 8,15  | 2        |
| Sant Cugat del Vallès      | CUP - CAV                        | 895  | 3,02  | 0        |
| St. Esteve de Palautordera | PSE                              | 328  | 29,26 | 3        |
| Ribes                      | UM9                              | 1734 | 18,79 | 4        |
| Gramenet del Besòs         | Gent de Gramenet                 | 1887 | 4,98  | 0        |
| Tarragona                  | Nosaltres SOM - AUP              | 261  | 0,51  | 0        |
| Terrassa                   | CUP - CAV                        | 848  | 1,29  | 0        |

A l'Assemblea Nacional de Manlleu el juliol de 2008, i a conseqüència del seu creixement i de la seva diversitat interna, la CUP es dotà d'uns nous Estatuts interns i prengué la decisió de definir el seu marc de treball, la seva definició política i les seves línies estratègiques a la següent Assemblea Nacional extraordinària. Es va aprovar, per exemple, que l'organització s'anomenaria formalment Candidatura d'Unitat Popular, en singular, ja que fins aquell moment havia predominat el plural «les CUP».
L'Assemblea Nacional de Mataró el gener 2009 comportà la ratificació de la definició de la CUP com a organització política d'àmbit i d'abast nacional, superant el municipalisme com expressió única de la seva activitat política i obrint les portes a presentar-se a les eleccions al Parlament de Catalunya. A més, la CUP sortí d'aquesta Assemblea amb la voluntat de situar-se i consolidar-se com el referent polític electoral de tot l'espai crític amb el sistema actual i orfe de referència política. La CUP refusà presentar-se a les eleccions europees del 2009. Tampoc no recomanà el vot per cap altra candidatura ni l'abstenció. Segons l'anàlisi de conjuntura fet per la CUP, «no creiem convenient presentar-nos en aquestes eleccions, com sí que ho vam fer a les anteriors de 2004, on volíem donar resposta al procés d'elaboració del Tractat Europeu que s'estava forjant des d'una perspectiva independentista i d'esquerres. Avui dia, el fet de no tenir cap mena de política d'aliances en l'àmbit polític, ni tan sols l'establiment dels mínims canals de comunicació amb formacions polítiques d'altres nacions, pròximes als nostres postulats, i no tenir treballat ni debatut internament en els òrgans que correspon aquest tema, ens fan decidir aquest posicionament com el millor possible».
A l'Assemblea Nacional de Girona el juny 2009 es decidí, per un marge molt estret, no presentar-se a les eleccions al Parlament de Catalunya de 2010. Els motius foren prioritzar l'expansió de la CUP als municipis de cara a les eleccions municipals del 2011, consolidar una estructura nacional mantenint el sistema assembleari i de democràcia directa i tenir temps d'articular un discurs nacional conjunt. Tampoc no recomanà l'abstenció ni el vot per cap partit, ja que es tractava de formacions «exclusivament institucionals» que «limitaven el paper polític del ciutadà a ficar una papereta en una urna cada quatre anys». Així, animà les persones a seguir-se organitzant per aconseguir «uns Països Catalans plenament lliures». Tanmateix, deixà la porta oberta a presentar-se a les eleccions al Parlament de Catalunya de 2014 si se seguia el creixement en nombre de regidors a les eleccions municipals del 2011.
L'Assemblea Nacional de Tarragona l'octubre de 2009 serví per escollir un nou Secretariat Nacional de consens entre tots els membres de l'organització i debatre l'intent de certs partits d'apropiar-se del moviment assembleari generat a les consultes populars sobre la independència de Catalunya que va començar a Arenys de Munt el 13 de setembre de 2009 a instàncies de la CUP del municipi i que s'estendrien, al llarg de l'any i mig següent, a la majoria de municipis de Catalunya.

#### Eleccions municipals de 2011: «CUP, l'alternativa necessària»

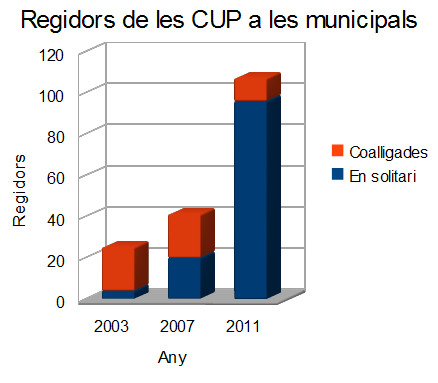
Esquema que mostra l'evolució de la CUP en regidors des del 2003

L'Assemblea Nacional de Vilanova i la Geltrú el gener de 2011 serví per aprovar el programa marc que totes les Assemblees Locals redactaren per tenir un programa de mínims comú de cara a les següents eleccions municipals del 2011 amb la intenció de presentar al voltant de 80 candidatures.
Aquestes eleccions, en les quals es va presentar com a CUP - Poble Actiu (CUP-PA) van suposar un gran pas endavant en la consolidació de la CUP, multiplicant els seus resultats per cinc. Van aconseguir tres regidors a Girona, i van ésser la llista més votada a Arenys de Munt (4) Alfés (3) i Navàs (4), i van obtenir majoria absoluta a Viladamat (4). En aquestes eleccions, la CUP va aconseguir les 4 alcaldies d'Arenys de Munt, Navàs, Viladamat i Celrà. La candidatura també va destacar a les capitals de comarca, amb tres regidors a Vilanova i la Geltrú, Valls i Berga, i essent la tercera força a Vic, Vilafranca del Penedès, Berga i Valls. També és rellevant el resultat obtingut a Molins de Rei, on va passar d'un regidor a quatre, a Banyoles (2) i a Reus (1).
La representació de la CUP també va augmentar als consells comarcals, passant d'un a tres representants al consell comarcal del Garraf, aconseguint-ne dos al Gironès i obtenint representació, amb un membre, als consells de l'Alt Camp, l'Alt Penedès, Bages, Berguedà, el Maresme i Osona.
| Municipi                    | Comarca           | Vots  | %     | Regidors | Candidatura                             |
| --------------------------- | ----------------- | ----- | ----- | -------- | --------------------------------------- |
| Alfés                       | Segrià            | 91    | 39,91 | 3        | CUP                                     |
| Arbúcies                    | Selva             | 189   | 6,58  | 1        | CUPA                                    |
| Artés                       | Bages             | 554   | 23,04 | 3        | CUP-PA                                  |
| Arenys de Mar               | Maresme           | 496   | 8,73  | 1        | CUP-PA                                  |
| Arenys de Munt              | Maresme           | 855   | 25,53 | 4        | CUP-PA                                  |
| Argentona                   | Maresme           | 448   | 9,05  | 1        | CUP-PA                                  |
| Badalona                    | Barcelonès        | 1465  | 1,82  | 0        | CUP-PA                                  |
| Balaguer                    | Noguera           | 237   | 3,39  | 0        | CUP                                     |
| Banyoles                    | Pla de l'Estany   | 708   | 10,39 | 2        | CUP-PA                                  |
| Barcelona                   | Barcelonès        | 11833 | 1,95  | 0        | CUP - Alternativa per Barcelona         |
| Barxeta                     | Costera           | 113   | 9,25  | 0        | Gent de Barxeta - CUP                   |
| Bellmunt d'Urgell           | Noguera           | 63    | 40,38 | 0        | Independents per Bellmunt - CUP         |
| Benifairó de la Valldigna   | Safor             | 90    | 7,97  | 0        | CUP-PA                                  |
| Berga                       | Berguedà          | 1075  | 16,16 | 3        | CUP-PA                                  |
| Blanes                      | Selva             | 622   | 4,53  | 0        | CUP-PA                                  |
| Bordils                     | Gironès           | 180   | 23,62 | 2        | CUP-PA                                  |
| Calldetenes                 | Osona             | 250   | 20,03 | 2        | CUP                                     |
| Capellades                  | Anoia             | 523   | 21,17 | 3        | Vila de Capellades                      |
| Capolat                     | Berguedà          | 9     | 15,52 | 1        | CUP-PA                                  |
| Cardedeu                    | Vallès Oriental   | 860   | 12,80 | 2        | CUP-PA                                  |
| Castellnou de Bages         | Bages             | 89    | 15,92 | 1        | Unitat per Castellnou de Bages - CUP    |
| Cava                        | Alt Urgell        | 4     | 7,84  | 0        | CUP                                     |
| Celrà                       | Gironès           | 404   | 22,51 | 3        | CUP-PA                                  |
| Collbató                    | Baix Llobregat    | 33    | 1,90  | 0        | CUP-PA                                  |
| El Montmell                 | Baix Penedès      | 74    | 10,08 | 1        | Coalició pel Montmell - PA              |
| Figaró-Montmany             | Vallès Oriental   | 280   | 52,43 | 6        | Candidatura Activa del Figaró           |
| Figueres                    | Alt Empordà       | 800   | 6,30  | 1        | CUP-PA                                  |
| Girona                      | Gironès           | 2981  | 9,28  | 3        | CUP-PA                                  |
| L'Hospitalet de Llobregat   | Barcelonès        | 540   | 0,64  | 0        | CUP-PA                                  |
| Les Borges Blanques         | Garrigues         | 170   | 6,42  | 1        | CUP                                     |
| Lleida                      | Segrià            | 1464  | 3,26  | 0        | CUP                                     |
| Manresa                     | Bages             | 1981  | 7,41  | 2        | CUP-PA                                  |
| Martorell                   | Baix Llobregat    | 402   | 4,13  | 0        | CUP-PA                                  |
| Mataró                      | Maresme           | 2498  | 5,56  | 1        | CUP-PA                                  |
| Molins de Rei               | Baix Llobregat    | 1797  | 17,52 | 4        | CUP-PA                                  |
| Mollet de Peralada          | Alt Empordà       | 33    | 33,33 | 1        | CUP-PA                                  |
| Montesquiu                  | Osona             | 170   | 32,63 | 2        | Alternativa per Montesquiu - CUP        |
| Montblanc                   | Conca de Barberà  | 114   | 3,50  | 0        | CUP-PA                                  |
| Navàs                       | Bages             | 746   | 25,34 | 4        | CUP-PA                                  |
| Navarcles                   | Bages             | 296   | 10,50 | 1        | CUP-PA                                  |
| Olot                        | Garrotxa          | 506   | 4,12  | 0        | Alternativa per Garrotxa                |
| Palau-solità i Plegamans    | Vallès Occidental | 288   | 4,99  | 0        | CUP-PA                                  |
| Pineda de Mar               | Maresme           | 368   | 3,64  | 0        | CUP-PA                                  |
| Premià de Mar               | Maresme           | 1074  | 10,54 | 2        | Crida Premianenca - PA                  |
| Reus                        | Baix Camp         | 1931  | 5,12  | 1        | CUP-PA                                  |
| Sabadell                    | Vallès Occidental | 2290  | 3,07  | 0        | CUP-PA                                  |
| Sallent                     | Bages             | 337   | 10,29 | 1        | CUP-PA                                  |
| Salt                        | Gironès           | 834   | 10,03 | 2        | Independents per Salt - PA              |
| Sant Boi de Llobregat       | Baix Llobregat    | 751   | 2,63  | 0        | CUP-PA                                  |
| Sant Cebrià de Vallalta     | Maresme           | 111   | 7,96  | 1        | CUP-PA                                  |
| Sant Celoni                 | Vallès Oriental   | 946   | 13,08 | 2        | CUP-PA                                  |
| Sant Cugat del Vallès       | Vallès Occidental | 2346  | 7,75  | 2        | CUP-PA                                  |
| Sant Esteve de Palautordera | Vallès Oriental   | 429   | 35,11 | 4        | CUP-PA                                  |
| Sant Joan Despí             | Baix Llobregat    | 319   | 2,43  | 0        | CUP-PA                                  |
| Sant Joan de les Abadesses  | Ripollès          | 80    | 3,81  | 0        | CUP-PA                                  |
| Sant Martí Sarroca          | Alt Penedès       | 243   | 16,06 | 2        | Alternativa Martinenca - CUP            |
| Sant Pere de Ribes          | Garraf            | 1874  | 19,48 | 5        | UM9-PA                                  |
| Sant Pere de Riudebitlles   | Alt Penedès       | 138   | 11,40 | 1        | Més Poble - CUP                         |
| Sant Salvador de Guardiola  | Bages             | 160   | 10,15 | 1        | CUP-PA                                  |
| Santa Coloma de Farners     | Selva             | 307   | 7,42  | 1        | CUP-PA                                  |
| Santa Coloma de Gramenet    | Barcelonès        | 2575  | 6,64  | 2        | Gent de Gramenet                        |
| Santa Maria de Palautordera | Vallès Oriental   | 496   | 13,22 | 2        | CUP-PA                                  |
| Santa Perpètua de Mogoda    | Vallès Occidental | 351   | 3,78  | 0        | CUP-PA                                  |
| Seva                        | Osona             | 144   | 8,19  | 1        | CUP-PA                                  |
| Sitges                      | Garraf            | 622   | 6,30  | 1        | CUP-PA                                  |
| El Soleràs                  | Garrigues         | 43    | 17,20 | 1        | Independents pel Soleràs - PA           |
| Subirats                    | Alt Penedès       | 297   | 19,26 | 2        | Alternativa per Subirats - CUP          |
| Tarragona                   | Tarragonès        | 1099  | 2,28  | 0        | CUP-PA                                  |
| Terrassa                    | Vallès Occidental | 871   | 1,22  | 0        | CUP-PA                                  |
| Torà                        | Segarra           | 113   | 18,31 | 2        | CUP-PA                                  |
| Ulldecona                   | Montsià           | 124   | 4,01  | 0        | Assemblea Republicana Alternativa - CUP |
| Valls                       | Alt Camp          | 1196  | 12,66 | 3        | CUP-PA                                  |
| El Vendrell                 | Baix Penedès      | 491   | 3,77  | 0        | CUP-PA                                  |
| Vic                         | Osona             | 1626  | 10,83 | 2        | CUP-PA                                  |
| Viladamat                   | Alt Empordà       | 149   | 47,30 | 4        | CUP-PA                                  |
| Vilafranca del Penedès      | Alt Penedès       | 1614  | 10,78 | 2        | CUP-PA                                  |
| Vilanova i la Geltrú        | Garraf            | 2539  | 10,39 | 3        | CUP-PA                                  |
| Vilassar de Dalt            | Maresme           | 190   | 5,17  | 0        | CUP-PA                                  |
| Vilassar de Mar             | Maresme           | 450   | 5,63  | 1        | CUP-PA                                  |

| Municipi   | Nom     | Vots | %     | Regidors |
| ---------- | ------- | ---- | ----- | -------- |
| Ripollet   | COP-CpR | 2318 | 18,90 | 4        |
| Tagamanent | CUP-ERC | 58   | 28,71 | 2        |

Arran dels bons resultats en les eleccions municipals de 2011, que van suposar un salt endavant que superava la majoria de previsions, la CUP va començar a preparar-se per a establir les condicions per presentar-se a les eleccions al Parlament de Catalunya de 2014.

#### Eleccions al Parlament de Catalunya de 2012: «És l'hora del poble»

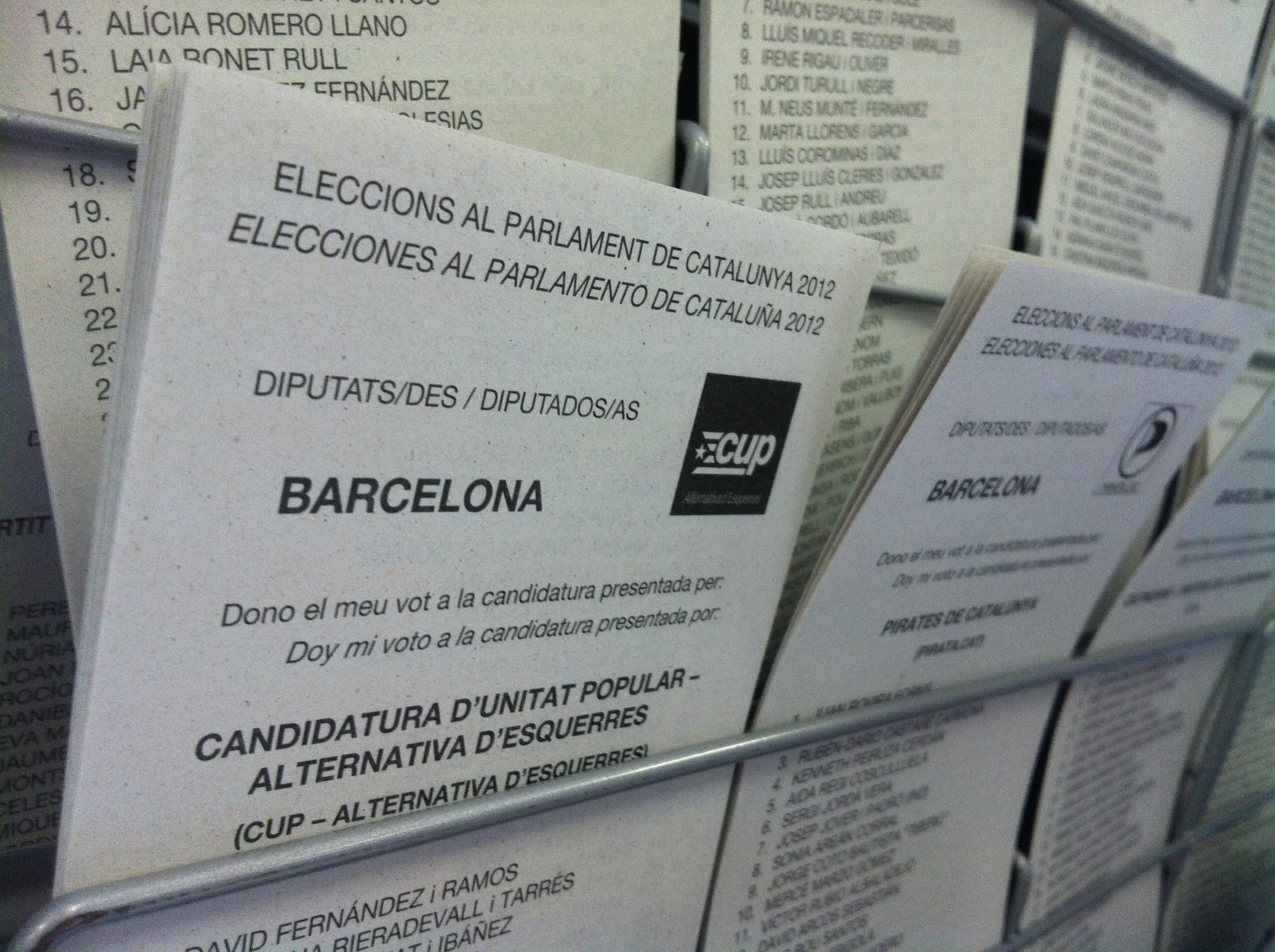
Paperetes de la CUP-AE en un col·legi electoral de Sabadell

A l'assemblea nacional celebrada a Reus el març de 2012 es va debatre la possibilitat de concórrer en eleccions al Parlament de Catalunya, en la qual es va decidir per la mínima presentar-se «tan aviat com sigui possible».
El 13 d'octubre, un cop convocades eleccions al Parlament de Catalunya de 2012, es va celebrar una Assemblea Nacional a Molins de Rei, amb una assistència d'uns 650 militants, on es va decidir amb un 77% de vots favorables presentar-s'hi. El periodista David Fernàndez, la regidora de Vic Georgina Rieradevall i el regidor de Vilanova i la Geltrú Quim Arrufat encapçalaren la llista per Barcelona, el també periodista Lluc Salellas la llista per Girona, la historiadora Antonieta Jarne per Lleida i l'escriptor Jordi Martí per Tarragona. La CUP es presentà amb el nom de CUP-Alternativa d'Esquerres, per poder fer visible la voluntat d'incloure una representació més àmplia dels moviments socials i col·lectius en lluita, incloent independents com el cap de llista per Barcelona. Entre les organitzacions que donaren suport a la candidatura hi hagué: Revolta Global, En Lluita, Lluita Internacionalista i Pagesos per la Dignitat Rural Catalana, entre d'altres. Algunes personalitats de renom, com ara el futbolista Oleguer Presas, van tancar les llistes de la CUP per la circumscripció electoral de Barcelona. Entre altres candidats amb popularitat que concorregueren a les llistes electorals s'hi troben els cantants Cesk Freixas, número 10 a la llista per Barcelona, i els també cantants Francesc Ribera «Titot» i Xavi Sarrià, escriptor i cantant del grup valencià Obrint Pas.
Dies abans d'aquesta Assemblea Nacional, per tal d'obrir a la ciutadania el debat sobre presentar-s'hi o no, es van celebrar més d'una trentena d'assemblees obertes arreu de Catalunya. Just després d'acabar l'AN, es va posar en marxa la recollida d'avals necessaris, filtre instituït a partir d'aquestes eleccions, perquè formacions extraparlamentàries puguin presentar-s'hi. Una setmana després s'havien recollit 27.111 avals, quintuplicant així la quantitat necessària per a presentar-se (el requisit era de 5.416 avals: 4.042 a la circumscripció de Barcelona, 557 a la de Tarragona, 503 a la de Girona i 314 a la de Lleida), i octuplicant la de Girona, amb més de 4.000 avals. L'etiqueta #AvalsCUP va arribar a ésser tema del moment a Twitter a principis de la setmana. Durant la campanya electoral la CUP anuncià quatre blocs temàtics del seu programa: 1) Per la construcció nacional; 2) Per un nou model social, econòmic i cultural; 3) Per la igualtat d'oportunitats, les llibertats, i els drets socials i laborals; 4) Per la defensa del territori.
A les eleccions del 25 de novembre, la candidatura CUP-Alternativa d'Esquerres va obtenir 126.435 vots, i tres escons al Parlament per la circumscripció de Barcelona, escons que ocuparen David Fernàndez, Georgina Rieradevall i Quim Arrufat. Així com al principi s'especulava la possibilitat que dos diputats d'EUiA li donessin suport perquè aquesta pogués formar grup propi (es necessiten cinc diputats), finalment la CUP formà part del grup mixt, essent l'única força present. Durant el procés d'investidura del Parlament, es van comptabilitzar els seus vots com a nuls perquè simbòlicament escolliren persones no electes: a la presidència del Parlament triaren a Manuel G.B., veí de Burjassot que s'intentà suïcidar abans d'ésser desnonat de casa seva; a la vicepresidència votaren per a tres símbols dels moviments socials: Pedro Álvarez, mort feia vint anys, segons la família d'Álvarez, per un policia de paisà espanyol a l'Hospitalet de Llobregat que no va resultar processat en el cas, Guillem Agulló, jove assassinat a Montanejos per un grup neofeixista, i Idrissa Diallo, jove guineà immigrat que morí al CIE de la Zona Franca de Barcelona. A la Mesa del Parlament triaren Ester Quintana, dona que va perdre un ull víctima d'una escopeta de pilotes de goma dels Mossos d'Esquadra, Andreu del Cabo, sindicalista de Transports Metropolitans de Barcelona acomiadat, i Blanca Serra, independentista detinguda i torturada a principis de la dècada del 1980.
El 10 de gener de 2012 CUP Reus presentà una denuncia davant de la Fiscalia Anticorrupció i l'Audiència Nacional pels múltiples càrrecs que acumulava el president de l'Institut Català de la Salut Josep Prat Domènech en empreses públiques i privades, el qual donarà lloc a l'inici del presumpte cas de corrupció política conegut com a Cas Innova.
La candidatura de la Ciutat de València es va presentar públicament el 15 de juny de 2013. Davant de la Consulta sobre la independència de Catalunya, iniciat a partir d'una resolució del Parlament de Catalunya, per al 9 de novembre de 2014, la CUP va posicionar-se a favor per «unanimitat crítica» encara que haguessin preferit una «pregunta més directa». La CUP demana per a la consulta un simbòlic «triple sí: sí a l'autodeterminació, sí a la independència i sí als Països Catalans».

### 2013-2020: Del carrer a les institucions

#### Eleccions europees de 2014

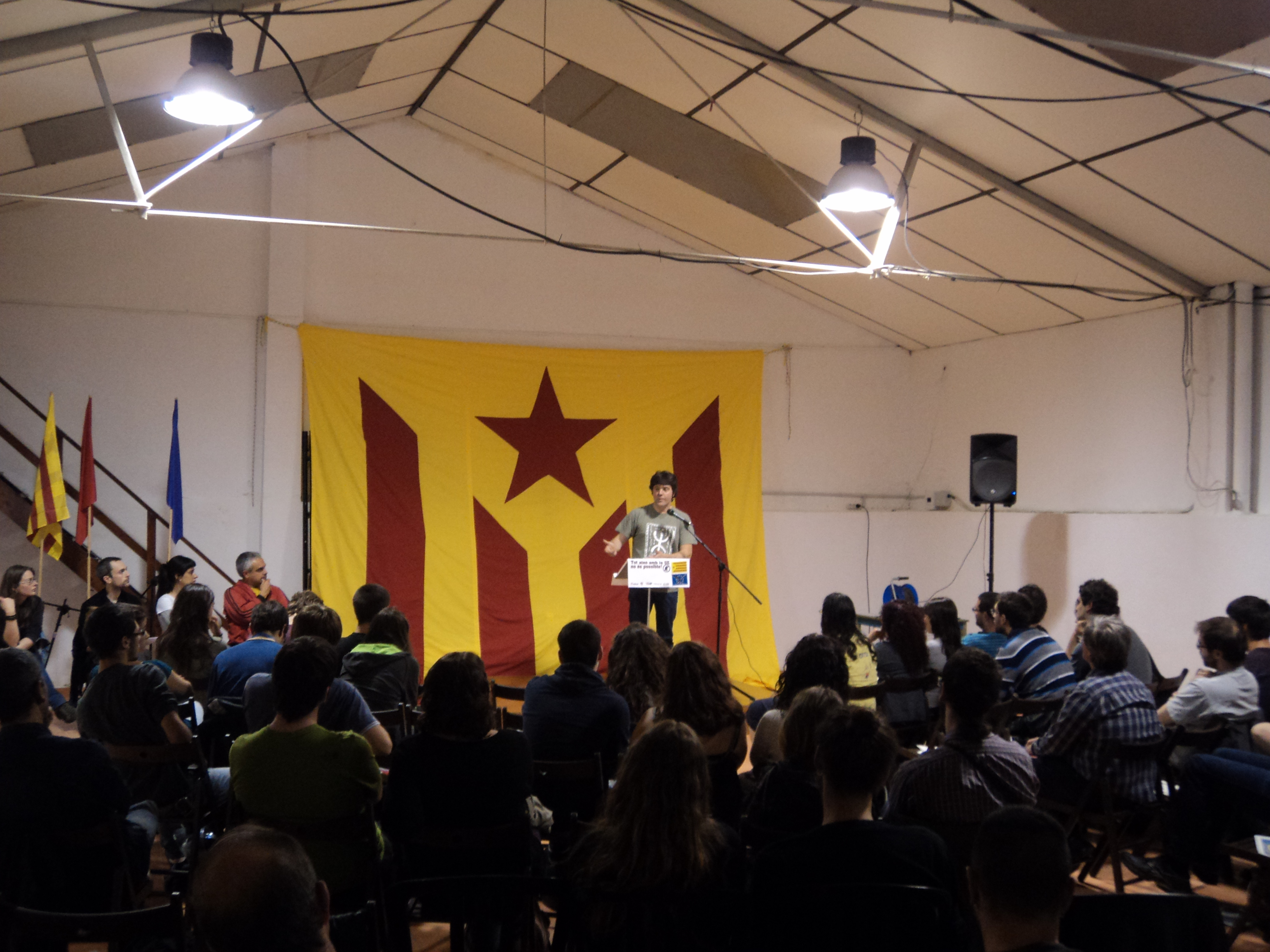
Acte polític contra la Unió Europea organitzat el 22 de maig de 2014 al barri de Sant Andreu de Palomar de Barcelona, dins de la campanya «Amb la UE no tenim futur!».

La CUP decidí no presentar-se a les eleccions europees del 25 de maig el 9 de març de 2014. La candidatura va declarar que la Unió Europea era un «espai antidemocràtic», «sumida en el descrèdit», que «imposa la privatització de serveis públics» i la «dictadura del deute». D'aquesta forma la CUP rebutjà formar part de la candidatura dels Pobles Decideixen formada principalment per Euskal Herria Bildu i el Bloc Nacionalista Gallec. Més tard sobre les eleccions al Parlament Europeu va posicionar-se a en favor de l'abstenció o el vot per a opcions «independentistes confrontades amb la UE». El 12 de maig de 2014 la CUP va fer públics els seus pressupostos i va donar a conèixer el nombre de militants, 1.325 als Països Catalans, repartits en 109 agrupacions locals.

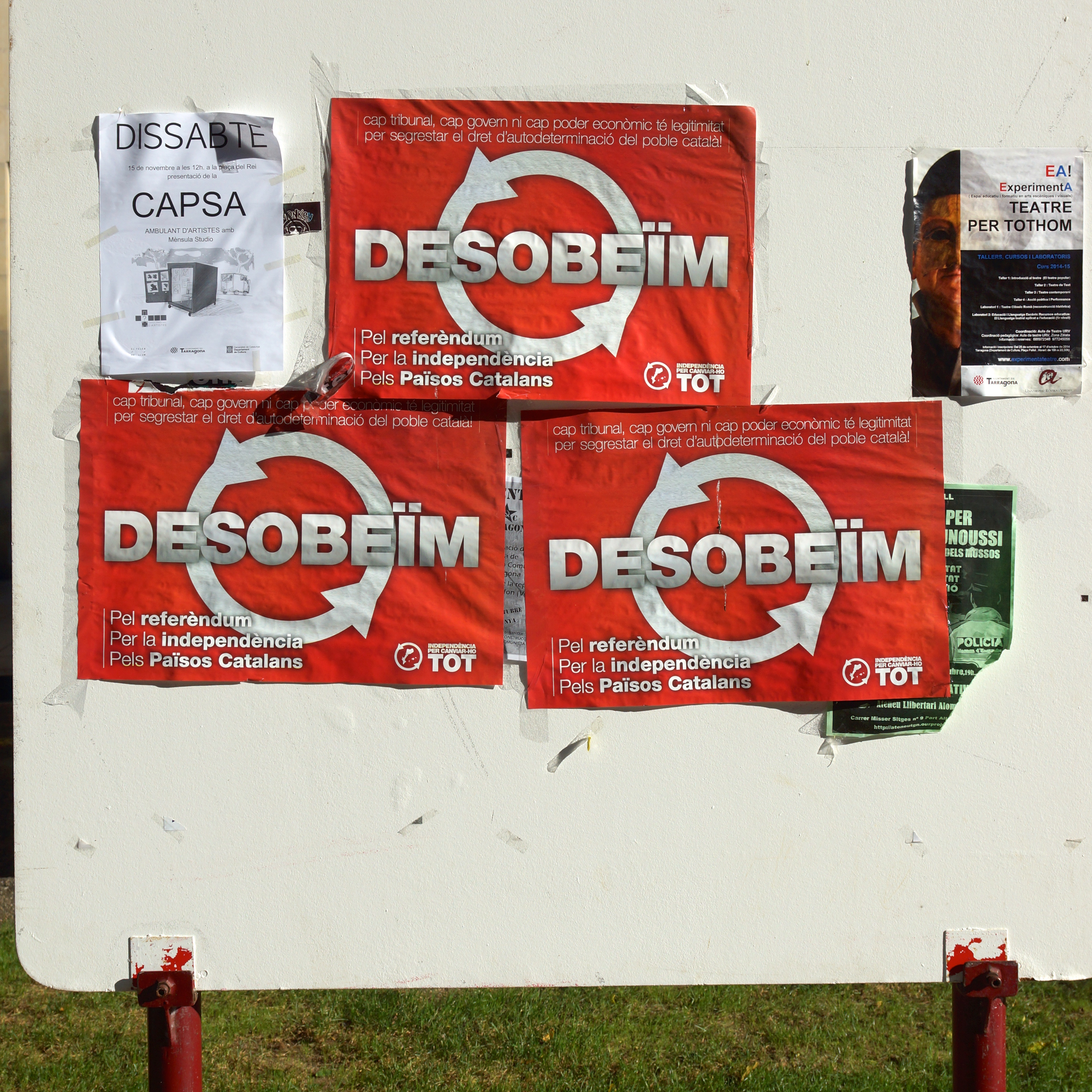
Cartells de l'Esquerra Independentista amb lema «Desobeïm»

La CUP va mostrar el suport a la Consulta sobre la independència de Catalunya celebrada el 9 de novembre i va demanar el vot per l'opció del doble sí a la pregunta. En els mesos anteriors a la celebració de la consulta la CUP va pressionar amb mobilitzacions al govern de la Generalitat perquè aquest realitzés un acte de desobediència civil i es pogués dur a terme un referèndum.
De cara a les eleccions al Parlament de Catalunya de 2015, la Candidatura d'Unitat Popular va estar en negociacions amb Procés Constituent a Catalunya i diverses entitats municipalistes per presentar-se conjuntament, finalment va donar lloc a la CUP-Crida Constituent.

#### Eleccions municipals de 2015: «Capgirem la història»
A les eleccions municipals de 2015, la CUP es presentà de nou com a CUP - Poble Actiu (CUP-PA) amb 165 candidatures, davant les 72 de 2011, la qual cosa comportà un fort increment de llistes, especialment a les Terres de l'Ebre i al Pirineu, a més de quatre llistes electorals (en 2011 en va presentar dues) al País Valencià, concretament a Burjassot, Almàssera, Biar i Pedreguer. El lema de la campanya va ser "Capgirem la història".
Els resultats d'aquestes eleccions van suposar un gran canvi a la CUP, ja que va entrar per primera vegada en ajuntaments com Barcelona, l'Hospitalet de Llobregat, Tarragona, Lleida, Terrassa o Sant Boi de Llobregat, i a ser força decisòria en diversos consistoris. En aquestes eleccions va tornar a presentar candidatures coalitzades amb altres forces d'esquerres com ara Podem, Procés Constituent, EUiA i altres, depenent de la realitat de cada municipi.
L'organització va mantenir els consistoris de Celrà, Viladamat i Navàs però va perdre el d'Arenys de Munt on va passar de 855 vots i 4 regidors a 719 i 3 edils. Tot i així va aconseguir força noves alcaldies com ara Colomers, Mieres, Ordis, Verges i Viladasens a la demarcació de Girona on també va passar a formar part de l'equip de govern de Beuda amb CiU i ERC. Badalona (amb pacte amb altres forces aconseguia l'alcaldia Dolors Sabater per a Guanyem Badalona en Comú), Berga (que esdevenia així la ciutat més gran governada per la CUP amb Montserrat Venturós), Argentona, Capellades, Monistrol de Calders, Sant Martí Sarroca, Ripollet i Cerdanyola del Vallès a la demarcació Barcelona. A la demarcació de Tarragona van aconseguir les alcaldies dels Guiamets i La Vilella Alta.
| Resultats complets en candidatures pròpies i en solitari: \| Municipi \| Comarca \| Circumscripció electoral \| Vots \| % \| Regidors \| Candidatura \| \| ---------------------------- \| ----------------- \| ------------------------ \| ------ \| ----- \| -------- \| ----------------------------------------------- \| \| Agullana \| Alt Empordà \| Girona \| 115 \| 25,00 \| 2 \| CUP-PA \| \| Anglès \| Selva \| Girona \| 286 \| 12,30 \| 1 \| CUP-PA \| \| Banyoles \| Pla de l'Estany \| Girona \| 1.063 \| 13,69 \| 2 \| CUP-PA \| \| Beuda \| Garrotxa \| Girona \| 74 \| 57,81 \| 1 \| CUP-PA \| \| Blanes \| Selva \| Girona \| 1.199 \| 8,02 \| 2 \| CUP \| \| Bordils \| Gironès \| Girona \| 259 \| 36,43 \| 3 \| CUP-PA \| \| Breda \| Selva \| Girona \| 231 \| 11,88 \| 1 \| CUP-PA \| \| Campdevànol \| Ripollès \| Girona \| 185 \| 10,72 \| 1 \| CUP-PA \| \| Celrà \| Gironès \| Girona \| 993 \| 51,03 \| 7 \| CUP-PA \| \| Colomers \| Baix Empordà \| Girona \| 77 \| 74,04 \| 5 \| Independents pel Progrés de Colomers - CUP-PA \| \| Darnius \| Alt Empordà \| Girona \| 52 \| 16,72 \| 1 \| Assemblea per Darnius - CUP-PA \| \| Figueres \| Alt Empordà \| Girona \| 1.635 \| 12,66 \| 3 \| CUP-PA \| \| Girona \| Gironès \| Girona \| 5.425 \| 14,94 \| 4 \| CUP - Crida per Girona - PA \| \| La Bisbal d'Empordà \| Baix Empordà \| Girona \| 631 \| 16,57 \| 3 \| CUP-PA \| \| Lloret de Mar \| Selva \| Girona \| 384 \| 3,58 \| 0 \| CUP-PA \| \| Mieres \| Garrotxa \| Girona \| 111 \| 50,68 \| 4 \| Vivim Mieres - CUP-PA \| \| Mollet de Peralada \| Alt Empordà \| Girona \| 36 \| 34,29 \| 1 \| CUP-PA \| \| Olot \| Garrotxa \| Girona \| 1.524 \| 11,81 \| 3 \| CUP-PA \| \| Ordis \| Alt Empordà \| Girona \| 103 \| 49,28 \| 4 \| Ordis Viu - CUP-PA \| \| Palamós \| Baix Empordà \| Girona \| 410 \| 5,66 \| 1 \| CUP-PA \| \| Ripoll \| Ripollès \| Girona \| 445 \| 9,02 \| 1 \| CUP-PA \| \| Salt \| Gironès \| Girona \| 997 \| 12,34 \| 3 \| Independents per Salt - CUP-PA \| \| Sant Feliu de Guíxols \| Baix Empordà \| Girona \| 408 \| 5,00 \| 1 \| CUP-PA \| \| Sant Gregori \| Gironès \| Girona \| 344 \| 19,21 \| 2 \| CUP-PA \| \| Sant Joan de les Abadesses \| Ripollès \| Girona \| 108 \| 5,37 \| 0 \| CUP-PA \| \| Sant Joan les Fonts \| Garrotxa \| Girona \| 553 \| 37,82 \| 4 \| CUP-PA \| \| Sant Pau de Segúries \| Ripollès \| Girona \| 192 \| 46,27 \| 3 \| Fem Sant Pau - PA \| \| Santa Coloma de Farners \| Selva \| Girona \| 395 \| 7,98 \| 1 \| CUP \| \| Sils \| Selva \| Girona \| 312 \| 13,64 \| 2 \| Capgirem Sils - CUP-PA \| \| Susqueda \| Selva \| Girona \| 8 \| 11,11 \| 0 \| CUP \| \| Torroella de Montgrí \| Baix Empordà \| Girona \| 489 \| 11,24 \| 2 \| CUP-PA \| \| Tortellà \| Garrotxa \| Girona \| 64 \| 14,32 \| 1 \| CUP-PA - Capgirem Tortellà \| \| Verges \| Baix Empordà \| Girona \| 296 \| 46,69 \| 5 \| Junts Fem Poble - CUP-PA \| \| Viladamat \| Alt Empordà \| Girona \| 215 \| 78,75 \| 6 \| CUP-PA \| \| Viladasens \| Gironès \| Girona \| 74 \| 52,86 \| 4 \| CUP-PA \| \| Alella \| Maresme \| Barcelona \| 396 \| 9,23 \| 1 \| Alternativa per Alella - CUP-PA \| \| Arenys de Mar \| Maresme \| Barcelona \| 787 \| 11,78 \| 2 \| CUP-PA \| \| Arenys de Munt \| Maresme \| Barcelona \| 720 \| 19,69 \| 3 \| CUP-PA \| \| Argentona \| Maresme \| Barcelona \| 1.023 \| 19,78 \| 4 \| CUP-PA - Alternativa per Argentona \| \| Artés \| Bages \| Barcelona \| 606 \| 24,46 \| 3 \| CUP-PA \| \| Badalona \| Barcelonès \| Barcelona \| 15.645 \| 17,51 \| 5 \| Badalona en Comú - PA \| \| Badia del Vallès \| Vallès Occidental \| Barcelona \| 1.349 \| 24,27 \| 5 \| Alternativa d'Esquerres per Badia - CAV-PA \| \| Barberà del Vallès \| Vallès Occidental \| Barcelona \| 2.221 \| 16,25 \| 4 \| Junts per Barberà - CAV-PA \| \| Barcelona \| Barcelonès \| Barcelona \| 51.945 \| 7,42 \| 3 \| CUP - Capgirem Barcelona - PA \| \| Berga \| Berguedà \| Barcelona \| 2.248 \| 34,19 \| 6 \| CUP-PA \| \| Borredà \| Berguedà \| Barcelona \| 148 \| 45,82 \| 3 \| Treballem Junts per Borredà - CUP-PA \| \| Caldes de Montbui \| Vallès Oriental \| Barcelona \| 1.048 \| 14,60 \| 2 \| Som Caldes - CUP-PA \| \| Calella \| Maresme \| Barcelona \| 605 \| 8,70 \| 1 \| CUP-PA \| \| Calldetenes \| Osona \| Barcelona \| 201 \| 16,39 \| 2 \| Poble en Marxa - CUP-PA \| \| Canet de Mar \| Maresme \| Barcelona \| 494 \| 8,27 \| 1 \| CUP-PA \| \| Capellades \| Anoia \| Barcelona \| 800 \| 30,71 \| 4 \| Vila de Capellades - CUP-PA \| \| Cardedeu \| Vallès Oriental \| Barcelona \| 1.678 \| 21,43 \| 4 \| CUP-PA \| \| Castellar del Vallès \| Vallès Occidental \| Barcelona \| 1.626 \| 15,29 \| 4 \| Nosaltres Decidim Castellar del Vallès - CAV-PA \| \| Castellfollit de Riubregós \| Anoia \| Barcelona \| 70 \| 66,04 \| 2 \| Assemblea per Castellfollit - PA \| \| Castellnou de Bages \| Bages \| Barcelona \| 42 \| 6,35 \| 0 \| CUP-PA \| \| Cerdanyola del Vallès \| Vallès Occidental \| Barcelona \| 4.606 \| 18,55 \| 5 \| Compromís per Cerdanyola - CAV-PA \| \| Corbera de Llobregat \| Baix Llobregat \| Barcelona \| 862 \| 17,45 \| 3 \| CUP-PA \| \| El Masnou \| Maresme \| Barcelona \| 1.231 \| 11,81 \| 2 \| CUP-PA \| \| El Pla del Penedès \| Alt Penedès \| Barcelona \| 188 \| 28,88 \| 3 \| CUP \| \| Esparreguera \| Baix Llobregat \| Barcelona \| 1.736 \| 19,56 \| 5 \| CUP-PA \| \| Esplugues de Llobregat \| Baix Llobregat \| Barcelona \| 1.156 \| 5,83 \| 1 \| CUP-PA \| \| Gavà \| Baix Llobregat \| Barcelona \| 822 \| 4,47 \| 0 \| CUP-PA \| \| Gelida \| Alt Penedès \| Barcelona \| 254 \| 8,08 \| 1 \| CUP-PA \| \| Granollers \| Vallès Oriental \| Barcelona \| 1.563 \| 6,63 \| 2 \| Crida per Granollers - CUP-PA \| \| Igualada \| Anoia \| Barcelona \| 1.551 \| 9,36 \| 2 \| CUP-PA \| \| L'Hospitalet de Llobregat \| Barcelonès \| Barcelona \| 4.755 \| 5,11 \| 1 \| CUP-PA \| \| La Garriga \| Vallès Oriental \| Barcelona \| 852 \| 11,50 \| 2 \| CUP-PA \| \| La Nou de Berguedà \| Berguedà \| Barcelona \| 41 \| 36,94 \| 2 \| CUP-PA \| \| Llinars del Vallès \| Vallès Oriental \| Barcelona \| 372 \| 8,82 \| 1 \| Moviment Alternatiu de Llinars - CUP-PA \| \| Malgrat de Mar \| Maresme \| Barcelona \| 898 \| 11,92 \| 2 \| CUP-PA \| \| Manlleu \| Osona \| Barcelona \| 1.048 \| 15,18 \| 4 \| CUP-PA \| \| Manresa \| Bages \| Barcelona \| 3.010 \| 10,88 \| 3 \| CUP-PA \| \| Masquefa \| Anoia \| Barcelona \| 368 \| 10,26 \| 1 \| CUP-PA \| \| Matadepera \| Vallès Occidental \| Barcelona \| 411 \| 10,61 \| 1 \| CUP-CAV-PA \| \| Mataró \| Maresme \| Barcelona \| 3.843 \| 8,43 \| 2 \| CUP-PA \| \| Molins de Rei \| Baix Llobregat \| Barcelona \| 1.937 \| 16,19 \| 4 \| CUP-PA \| \| Mollet del Vallès \| Vallès Oriental \| Barcelona \| 692 \| 3,42 \| 0 \| CUP-PA \| \| Monistrol de Calders \| Moianès \| Barcelona \| 193 \| 44,27 \| 3 \| CUP-PA \| \| Montcada i Reixac \| Vallès Occidental \| Barcelona \| 990 \| 7,12 \| 1 \| CUP-CAV-PA \| \| Montesquiu \| Osona \| Barcelona \| 185 \| 34,77 \| 3 \| Alternativa Per Montesquiu - CUP-PA \| \| Mura \| Bages \| Barcelona \| 65 \| 42,21 \| 0 \| CUP-PA \| \| Navarcles \| Bages \| Barcelona \| 387 \| 12,97 \| 2 \| CUP-PA \| \| Navàs \| Bages \| Barcelona \| 1.553 \| 51,41 \| 8 \| CUP-PA \| \| Palau-solità i Plegamans \| Vallès Occidental \| Barcelona \| 518 \| 8,41 \| 1 \| CUP-CAV-PA \| \| Pineda de Mar \| Maresme \| Barcelona \| 378 \| 3,54 \| 0 \| CUP-PA \| \| Premià de Dalt \| Maresme \| Barcelona \| 479 \| 10,68 \| 2 \| Crida Premià de Dalt - CUP-PA \| \| Premià de Mar \| Maresme \| Barcelona \| 1.881 \| 16,17 \| 4 \| Crida Premianenca - CUP-PA \| \| Ripollet \| Vallès Occidental \| Barcelona \| 4.750 \| 33,74 \| 9 \| Ara Decidim Ripollet - CAV-CUP-PA \| \| Rubí \| Vallès Occidental \| Barcelona \| 2.848 \| 10,45 \| 3 \| Alternativa d'Unitat Popular - CAV-PA \| \| Sabadell \| Vallès Occidental \| Barcelona \| 11.110 \| 13,22 \| 4 \| Crida per Sabadell - CAV-PA \| \| Sallent \| Bages \| Barcelona \| 523 \| 17,08 \| 2 \| CUP-PA \| \| Sant Adrià de Besòs \| Barcelonès \| Barcelona \| 1.631 \| 12,95 \| 3 \| Sant Adrià en Comú - CUP-PA \| \| Sant Boi de Llobregat \| Baix Llobregat \| Barcelona \| 2.768 \| 8,31 \| 2 \| Gent de Sant Boi - CUP-PA \| \| Sant Cebrià de Vallalta \| Maresme \| Barcelona \| 237 \| 16,20 \| 2 \| CUP-PA \| \| Sant Celoni \| Vallès Oriental \| Barcelona \| 1.534 \| 20,72 \| 4 \| CUP - Poble Constituent - PA \| \| Sant Cugat del Vallès \| Vallès Occidental \| Barcelona \| 5.561 \| 15,20 \| 4 \| CUP-CAV-PA \| \| Sant Esteve de Palautordera \| Vallès Oriental \| Barcelona \| 488 \| 36,66 \| 4 \| CUP-PA \| \| Sant Joan Despí \| Baix Llobregat \| Barcelona \| 588 \| 3,91 \| 0 \| CUP-PA \| \| Sant Llorenç Savall \| Vallès Occidental \| Barcelona \| 229 \| 18,82 \| 2 \| CUP-CAV-PA \| \| Sant Martí Sarroca \| Alt Penedès \| Barcelona \| 364 \| 22,28 \| 2 \| Alternativa Martinenca - CUP-PA \| \| Sant Pere de Ribes \| Garraf \| Barcelona \| 1.939 \| 18,03 \| 4 \| UM9-CUP-PA \| \| Sant Pere de Riudebitlles \| Alt Penedès \| Barcelona \| 184 \| 15,61 \| 2 \| Més Poble - CUP-PA \| \| Sant Sadurní d'Anoia \| Alt Penedès \| Barcelona \| 753 \| 12,33 \| 2 \| CUP-PA \| \| Sant Salvador de Guardiola \| Bages \| Barcelona \| 163 \| 11,06 \| 1 \| CUP-PA \| \| Santa Coloma de Gramenet \| Barcelonès \| Barcelona \| 7.872 \| 18,56 \| 6 \| Som Gramenet - PA \| \| Santa Margarida i els Monjos \| Alt Penedès \| Barcelona \| 482 \| 16,48 \| 2 \| PA-CUP \| \| Santa Maria de Palautordera \| Vallès Oriental \| Barcelona \| 829 \| 20,03 \| 3 \| CUP - Poble Constituent - PA \| \| Santa Perpètua de Mogoda \| Vallès Occidental \| Barcelona \| 642 \| 6,34 \| 1 \| CUP-CAV-PA \| \| Sitges \| Garraf \| Barcelona \| 1.122 \| 10,58 \| 3 \| CUP - Capgirem Sitges - PA \| \| Subirats \| Alt Penedès \| Barcelona \| 368 \| 23,34 \| 3 \| Alternativa Per Subirats - CUP-PA \| \| Terrassa \| Vallès Occidental \| Barcelona \| 4.804 \| 5,76 \| 1 \| CUP-CAV-PA \| \| Tiana \| Maresme \| Barcelona \| 360 \| 9,16 \| 1 \| CUP-PA \| \| Tordera \| Maresme \| Barcelona \| 116 \| 1,86 \| 0 \| PA \| \| Torelló \| Osona \| Barcelona \| 895 \| 16,03 \| 3 \| CUP-PA - Som Poble \| \| Vallirana \| Baix Llobregat \| Barcelona \| 370 \| 6,09 \| 1 \| Junts per Vallirana - PA \| \| Vic \| Osona \| Barcelona \| 2.517 \| 16,93 \| 4 \| Capgirem Vic - CUP-PA \| \| Vilafranca del Penedès \| Alt Penedès \| Barcelona \| 2.329 \| 14,80 \| 3 \| CUP \| \| Vilanova i la Geltrú \| Garraf \| Barcelona \| 4.421 \| 16,35 \| 5 \| CUP-PA \| \| Vilassar de Dalt \| Maresme \| Barcelona \| 599 \| 15,39 \| 2 \| CUP-PA \| \| Vilassar de Mar \| Maresme \| Barcelona \| 1.581 \| 16,59 \| 4 \| Babord - CUP-PA \| \| Vilobí del Penedès \| Alt Penedès \| Barcelona \| 116 \| 18,74 \| 1 \| CUP-PA - Alternativa per Vilobí \| \| Alcanar \| Montsià \| Tarragona \| 460 \| 10,54 \| 1 \| CUP-PA \| \| Alcover \| Alt Camp \| Tarragona \| 450 \| 20,11 \| 3 \| CUP \| \| Calafell \| Baix Penedès \| Tarragona \| 853 \| 9,71 \| 2 \| CUP-PA \| \| Deltebre \| Baix Ebre \| Tarragona \| 502 \| 8,53 \| 1 \| CUP-PA \| \| El Pla de Santa Maria \| Alt Camp \| Tarragona \| 414 \| 33,91 \| 4 \| CUP-PA \| \| El Vendrell \| Baix Penedès \| Tarragona \| 1.347 \| 10,03 \| 2 \| Som Poble - CUP-PA \| \| Els Guiamets \| Priorat \| Tarragona \| 136 \| 62,96 \| 5 \| CUP-PA \| \| L'Arboç \| Baix Penedès \| Tarragona \| 351 \| 15,75 \| 2 \| CUP-PA - l'Arboç Participa \| \| L'Argentera \| Baix Camp \| Tarragona \| 38 \| 33,33 \| 0 \| L'Argentera - CUP-PA \| \| La Canonja \| Tarragonès \| Tarragona \| 300 \| 11,79 \| 1 \| CUP-PA \| \| La Vilella Alta \| Priorat \| Tarragona \| 63 \| 78,75 \| 5 \| La Vilella d'Amunt - CUP-PA \| \| Llorenç del Penedès \| Baix Penedès \| Tarragona \| 303 \| 27,45 \| 3 \| Decideix Llorenç - CUP-PA \| \| Montblanc \| Conca de Barberà \| Tarragona \| 534 \| 17,72 \| 2 \| CUP-PA \| \| Prades \| Baix Camp \| Tarragona \| 40 \| 11,14 \| 0 \| CUP-PA \| \| Reus \| Baix Camp \| Tarragona \| 6.884 \| 17,75 \| 6 \| CUP-PA \| \| Riudoms \| Baix Camp \| Tarragona \| 590 \| 18,43 \| 2 \| CUP-PA \| \| Tarragona \| Tarragonès \| Tarragona \| 4.182 \| 8,22 \| 2 \| CUP-PA \| \| Torredembarra \| Tarragonès \| Tarragona \| 433 \| 7,52 \| 1 \| CUP-PA \| \| Tortosa \| Baix Ebre \| Tarragona \| 930 \| 6,89 \| 1 \| CUP - Alternativa Ecologista per Tortosa - PA \| \| Ulldecona \| Montsià \| Tarragona \| 308 \| 11,13 \| 1 \| CUP-PA \| \| Valls \| Alt Camp \| Tarragona \| 1.562 \| 16,06 \| 3 \| Crida per Valls - CUP-PA \| \| Alfés \| Segrià \| Lleida \| 84 \| 38,89 \| 3 \| CUP \| \| Alpicat \| Segrià \| Lleida \| 438 \| 16,40 \| 2 \| CUP \| \| Balaguer \| Noguera \| Lleida \| 625 \| 9,38 \| 2 \| CUP - Procés Constituent - PA \| \| Bellmunt d'Urgell \| Noguera \| Lleida \| 40 \| 31,50 \| 0 \| CUP-PA \| \| Bellpuig \| Urgell \| Lleida \| 568 \| 29,01 \| 4 \| CUP-PA \| \| Biosca \| Segarra \| Lleida \| 65 \| 48,87 \| 1 \| CUP-PA \| \| Cava \| Alt Urgell \| Lleida \| 6 \| 14,29 \| 0 \| CUP-PA \| \| Cervera \| Segarra \| Lleida \| 419 \| 11,38 \| 1 \| CUP-PA \| \| El Pont de Bar \| Alt Urgell \| Lleida \| 16 \| 19,28 \| 0 \| PA \| \| La Seu d'Urgell \| Alt Urgell \| Lleida \| 432 \| 8,52 \| 1 \| CUP-PA \| \| La Torre de Cabdella \| Pallars Jussà \| Lleida \| 106 \| 21,37 \| 1 \| CUP \| \| Les Borges Blanques \| Garrigues \| Lleida \| 302 \| 11,32 \| 1 \| CUP \| \| Lleida \| Segrià \| Lleida \| 4.387 \| 8,75 \| 2 \| Crida per Lleida - CUP \| \| Maials \| Segrià \| Lleida \| 103 \| 18,86 \| 1 \| Alternativa Maials - PA \| \| Solsona \| Solsonès \| Lleida \| 609 \| 15,54 \| 2 \| Alternativa per Solsona - CUP-PA \| \| Soriguera \| Pallars Sobirà \| Lleida \| 91 \| 39,06 \| 3 \| Assemblea Popular de Soriguera - CUP \| \| Sort \| Pallars Sobirà \| Lleida \| 220 \| 18,79 \| 2 \| CUP \| \| Tàrrega \| Urgell \| Lleida \| 1.127 \| 18,15 \| 3 \| CUP-PA \| \| Tarroja de Segarra \| Segarra \| Lleida \| 62 \| 52,99 \| 2 \| CUP-PA \| \| Almàssera \| Horta Nord \| València \| 68 \| 1,62 \| 0 \| CUP-PA \| \| Biar \| Alt Vinalopó \| Alacant \| 27 \| 1,15 \| 0 \| CUP-PA \| \| Burjassot \| Horta Nord \| València \| 1.209 \| 6,27 \| 1 \| Totes amb Burjassot - PA \| \| Pedreguer \| Marina Alta \| Alacant \| 535 \| 14,92 \| 2 \| CUP \| |                   |                          |        |       |          |                                                 |
| Municipi | Comarca           | Circumscripció electoral | Vots   | %     | Regidors | Candidatura                                     |
| Agullana | Alt Empordà       | Girona                   | 115    | 25,00 | 2        | CUP-PA                                          |
| Anglès | Selva             | Girona                   | 286    | 12,30 | 1        | CUP-PA                                          |
| Banyoles | Pla de l'Estany   | Girona                   | 1.063  | 13,69 | 2        | CUP-PA                                          |
| Beuda | Garrotxa          | Girona                   | 74     | 57,81 | 1        | CUP-PA                                          |
| Blanes | Selva             | Girona                   | 1.199  | 8,02  | 2        | CUP                                             |
| Bordils | Gironès           | Girona                   | 259    | 36,43 | 3        | CUP-PA                                          |
| Breda | Selva             | Girona                   | 231    | 11,88 | 1        | CUP-PA                                          |
| Campdevànol | Ripollès          | Girona                   | 185    | 10,72 | 1        | CUP-PA                                          |
| Celrà | Gironès           | Girona                   | 993    | 51,03 | 7        | CUP-PA                                          |
| Colomers | Baix Empordà      | Girona                   | 77     | 74,04 | 5        | Independents pel Progrés de Colomers - CUP-PA   |
| Darnius | Alt Empordà       | Girona                   | 52     | 16,72 | 1        | Assemblea per Darnius - CUP-PA                  |
| Figueres | Alt Empordà       | Girona                   | 1.635  | 12,66 | 3        | CUP-PA                                          |
| Girona | Gironès           | Girona                   | 5.425  | 14,94 | 4        | CUP - Crida per Girona - PA                     |
| La Bisbal d'Empordà | Baix Empordà      | Girona                   | 631    | 16,57 | 3        | CUP-PA                                          |
| Lloret de Mar | Selva             | Girona                   | 384    | 3,58  | 0        | CUP-PA                                          |
| Mieres | Garrotxa          | Girona                   | 111    | 50,68 | 4        | Vivim Mieres - CUP-PA                           |
| Mollet de Peralada | Alt Empordà       | Girona                   | 36     | 34,29 | 1        | CUP-PA                                          |
| Olot | Garrotxa          | Girona                   | 1.524  | 11,81 | 3        | CUP-PA                                          |
| Ordis | Alt Empordà       | Girona                   | 103    | 49,28 | 4        | Ordis Viu - CUP-PA                              |
| Palamós | Baix Empordà      | Girona                   | 410    | 5,66  | 1        | CUP-PA                                          |
| Ripoll | Ripollès          | Girona                   | 445    | 9,02  | 1        | CUP-PA                                          |
| Salt | Gironès           | Girona                   | 997    | 12,34 | 3        | Independents per Salt - CUP-PA                  |
| Sant Feliu de Guíxols | Baix Empordà      | Girona                   | 408    | 5,00  | 1        | CUP-PA                                          |
| Sant Gregori | Gironès           | Girona                   | 344    | 19,21 | 2        | CUP-PA                                          |
| Sant Joan de les Abadesses | Ripollès          | Girona                   | 108    | 5,37  | 0        | CUP-PA                                          |
| Sant Joan les Fonts | Garrotxa          | Girona                   | 553    | 37,82 | 4        | CUP-PA                                          |
| Sant Pau de Segúries | Ripollès          | Girona                   | 192    | 46,27 | 3        | Fem Sant Pau - PA                               |
| Santa Coloma de Farners | Selva             | Girona                   | 395    | 7,98  | 1        | CUP                                             |
| Sils | Selva             | Girona                   | 312    | 13,64 | 2        | Capgirem Sils - CUP-PA                          |
| Susqueda | Selva             | Girona                   | 8      | 11,11 | 0        | CUP                                             |
| Torroella de Montgrí | Baix Empordà      | Girona                   | 489    | 11,24 | 2        | CUP-PA                                          |
| Tortellà | Garrotxa          | Girona                   | 64     | 14,32 | 1        | CUP-PA - Capgirem Tortellà                      |
| Verges | Baix Empordà      | Girona                   | 296    | 46,69 | 5        | Junts Fem Poble - CUP-PA                        |
| Viladamat | Alt Empordà       | Girona                   | 215    | 78,75 | 6        | CUP-PA                                          |
| Viladasens | Gironès           | Girona                   | 74     | 52,86 | 4        | CUP-PA                                          |
| Alella | Maresme           | Barcelona                | 396    | 9,23  | 1        | Alternativa per Alella - CUP-PA                 |
| Arenys de Mar | Maresme           | Barcelona                | 787    | 11,78 | 2        | CUP-PA                                          |
| Arenys de Munt | Maresme           | Barcelona                | 720    | 19,69 | 3        | CUP-PA                                          |
| Argentona | Maresme           | Barcelona                | 1.023  | 19,78 | 4        | CUP-PA - Alternativa per Argentona              |
| Artés | Bages             | Barcelona                | 606    | 24,46 | 3        | CUP-PA                                          |
| Badalona | Barcelonès        | Barcelona                | 15.645 | 17,51 | 5        | Badalona en Comú - PA                           |
| Badia del Vallès | Vallès Occidental | Barcelona                | 1.349  | 24,27 | 5        | Alternativa d'Esquerres per Badia - CAV-PA      |
| Barberà del Vallès | Vallès Occidental | Barcelona                | 2.221  | 16,25 | 4        | Junts per Barberà - CAV-PA                      |
| Barcelona | Barcelonès        | Barcelona                | 51.945 | 7,42  | 3        | CUP - Capgirem Barcelona - PA                   |
| Berga | Berguedà          | Barcelona                | 2.248  | 34,19 | 6        | CUP-PA                                          |
| Borredà | Berguedà          | Barcelona                | 148    | 45,82 | 3        | Treballem Junts per Borredà - CUP-PA            |
| Caldes de Montbui | Vallès Oriental   | Barcelona                | 1.048  | 14,60 | 2        | Som Caldes - CUP-PA                             |
| Calella | Maresme           | Barcelona                | 605    | 8,70  | 1        | CUP-PA                                          |
| Calldetenes | Osona             | Barcelona                | 201    | 16,39 | 2        | Poble en Marxa - CUP-PA                         |
| Canet de Mar | Maresme           | Barcelona                | 494    | 8,27  | 1        | CUP-PA                                          |
| Capellades | Anoia             | Barcelona                | 800    | 30,71 | 4        | Vila de Capellades - CUP-PA                     |
| Cardedeu | Vallès Oriental   | Barcelona                | 1.678  | 21,43 | 4        | CUP-PA                                          |
| Castellar del Vallès | Vallès Occidental | Barcelona                | 1.626  | 15,29 | 4        | Nosaltres Decidim Castellar del Vallès - CAV-PA |
| Castellfollit de Riubregós | Anoia             | Barcelona                | 70     | 66,04 | 2        | Assemblea per Castellfollit - PA                |
| Castellnou de Bages | Bages             | Barcelona                | 42     | 6,35  | 0        | CUP-PA                                          |
| Cerdanyola del Vallès | Vallès Occidental | Barcelona                | 4.606  | 18,55 | 5        | Compromís per Cerdanyola - CAV-PA               |
| Corbera de Llobregat | Baix Llobregat    | Barcelona                | 862    | 17,45 | 3        | CUP-PA                                          |
| El Masnou | Maresme           | Barcelona                | 1.231  | 11,81 | 2        | CUP-PA                                          |
| El Pla del Penedès | Alt Penedès       | Barcelona                | 188    | 28,88 | 3        | CUP                                             |
| Esparreguera | Baix Llobregat    | Barcelona                | 1.736  | 19,56 | 5        | CUP-PA                                          |
| Esplugues de Llobregat | Baix Llobregat    | Barcelona                | 1.156  | 5,83  | 1        | CUP-PA                                          |
| Gavà | Baix Llobregat    | Barcelona                | 822    | 4,47  | 0        | CUP-PA                                          |
| Gelida | Alt Penedès       | Barcelona                | 254    | 8,08  | 1        | CUP-PA                                          |
| Granollers | Vallès Oriental   | Barcelona                | 1.563  | 6,63  | 2        | Crida per Granollers - CUP-PA                   |
| Igualada | Anoia             | Barcelona                | 1.551  | 9,36  | 2        | CUP-PA                                          |
| L'Hospitalet de Llobregat | Barcelonès        | Barcelona                | 4.755  | 5,11  | 1        | CUP-PA                                          |
| La Garriga | Vallès Oriental   | Barcelona                | 852    | 11,50 | 2        | CUP-PA                                          |
| La Nou de Berguedà | Berguedà          | Barcelona                | 41     | 36,94 | 2        | CUP-PA                                          |
| Llinars del Vallès | Vallès Oriental   | Barcelona                | 372    | 8,82  | 1        | Moviment Alternatiu de Llinars - CUP-PA         |
| Malgrat de Mar | Maresme           | Barcelona                | 898    | 11,92 | 2        | CUP-PA                                          |
| Manlleu | Osona             | Barcelona                | 1.048  | 15,18 | 4        | CUP-PA                                          |
| Manresa | Bages             | Barcelona                | 3.010  | 10,88 | 3        | CUP-PA                                          |
| Masquefa | Anoia             | Barcelona                | 368    | 10,26 | 1        | CUP-PA                                          |
| Matadepera | Vallès Occidental | Barcelona                | 411    | 10,61 | 1        | CUP-CAV-PA                                      |
| Mataró | Maresme           | Barcelona                | 3.843  | 8,43  | 2        | CUP-PA                                          |
| Molins de Rei | Baix Llobregat    | Barcelona                | 1.937  | 16,19 | 4        | CUP-PA                                          |
| Mollet del Vallès | Vallès Oriental   | Barcelona                | 692    | 3,42  | 0        | CUP-PA                                          |
| Monistrol de Calders | Moianès           | Barcelona                | 193    | 44,27 | 3        | CUP-PA                                          |
| Montcada i Reixac | Vallès Occidental | Barcelona                | 990    | 7,12  | 1        | CUP-CAV-PA                                      |
| Montesquiu | Osona             | Barcelona                | 185    | 34,77 | 3        | Alternativa Per Montesquiu - CUP-PA             |
| Mura | Bages             | Barcelona                | 65     | 42,21 | 0        | CUP-PA                                          |
| Navarcles | Bages             | Barcelona                | 387    | 12,97 | 2        | CUP-PA                                          |
| Navàs | Bages             | Barcelona                | 1.553  | 51,41 | 8        | CUP-PA                                          |
| Palau-solità i Plegamans | Vallès Occidental | Barcelona                | 518    | 8,41  | 1        | CUP-CAV-PA                                      |
| Pineda de Mar | Maresme           | Barcelona                | 378    | 3,54  | 0        | CUP-PA                                          |
| Premià de Dalt | Maresme           | Barcelona                | 479    | 10,68 | 2        | Crida Premià de Dalt - CUP-PA                   |
| Premià de Mar | Maresme           | Barcelona                | 1.881  | 16,17 | 4        | Crida Premianenca - CUP-PA                      |
| Ripollet | Vallès Occidental | Barcelona                | 4.750  | 33,74 | 9        | Ara Decidim Ripollet - CAV-CUP-PA               |
| Rubí | Vallès Occidental | Barcelona                | 2.848  | 10,45 | 3        | Alternativa d'Unitat Popular - CAV-PA           |
| Sabadell | Vallès Occidental | Barcelona                | 11.110 | 13,22 | 4        | Crida per Sabadell - CAV-PA                     |
| Sallent | Bages             | Barcelona                | 523    | 17,08 | 2        | CUP-PA                                          |
| Sant Adrià de Besòs | Barcelonès        | Barcelona                | 1.631  | 12,95 | 3        | Sant Adrià en Comú - CUP-PA                     |
| Sant Boi de Llobregat | Baix Llobregat    | Barcelona                | 2.768  | 8,31  | 2        | Gent de Sant Boi - CUP-PA                       |
| Sant Cebrià de Vallalta | Maresme           | Barcelona                | 237    | 16,20 | 2        | CUP-PA                                          |
| Sant Celoni | Vallès Oriental   | Barcelona                | 1.534  | 20,72 | 4        | CUP - Poble Constituent - PA                    |
| Sant Cugat del Vallès | Vallès Occidental | Barcelona                | 5.561  | 15,20 | 4        | CUP-CAV-PA                                      |
| Sant Esteve de Palautordera | Vallès Oriental   | Barcelona                | 488    | 36,66 | 4        | CUP-PA                                          |
| Sant Joan Despí | Baix Llobregat    | Barcelona                | 588    | 3,91  | 0        | CUP-PA                                          |
| Sant Llorenç Savall | Vallès Occidental | Barcelona                | 229    | 18,82 | 2        | CUP-CAV-PA                                      |
| Sant Martí Sarroca | Alt Penedès       | Barcelona                | 364    | 22,28 | 2        | Alternativa Martinenca - CUP-PA                 |
| Sant Pere de Ribes | Garraf            | Barcelona                | 1.939  | 18,03 | 4        | UM9-CUP-PA                                      |
| Sant Pere de Riudebitlles | Alt Penedès       | Barcelona                | 184    | 15,61 | 2        | Més Poble - CUP-PA                              |
| Sant Sadurní d'Anoia | Alt Penedès       | Barcelona                | 753    | 12,33 | 2        | CUP-PA                                          |
| Sant Salvador de Guardiola | Bages             | Barcelona                | 163    | 11,06 | 1        | CUP-PA                                          |
| Santa Coloma de Gramenet | Barcelonès        | Barcelona                | 7.872  | 18,56 | 6        | Som Gramenet - PA                               |
| Santa Margarida i els Monjos | Alt Penedès       | Barcelona                | 482    | 16,48 | 2        | PA-CUP                                          |
| Santa Maria de Palautordera | Vallès Oriental   | Barcelona                | 829    | 20,03 | 3        | CUP - Poble Constituent - PA                    |
| Santa Perpètua de Mogoda | Vallès Occidental | Barcelona                | 642    | 6,34  | 1        | CUP-CAV-PA                                      |
| Sitges | Garraf            | Barcelona                | 1.122  | 10,58 | 3        | CUP - Capgirem Sitges - PA                      |
| Subirats | Alt Penedès       | Barcelona                | 368    | 23,34 | 3        | Alternativa Per Subirats - CUP-PA               |
| Terrassa | Vallès Occidental | Barcelona                | 4.804  | 5,76  | 1        | CUP-CAV-PA                                      |
| Tiana | Maresme           | Barcelona                | 360    | 9,16  | 1        | CUP-PA                                          |
| Tordera | Maresme           | Barcelona                | 116    | 1,86  | 0        | PA                                              |
| Torelló | Osona             | Barcelona                | 895    | 16,03 | 3        | CUP-PA - Som Poble                              |
| Vallirana | Baix Llobregat    | Barcelona                | 370    | 6,09  | 1        | Junts per Vallirana - PA                        |
| Vic | Osona             | Barcelona                | 2.517  | 16,93 | 4        | Capgirem Vic - CUP-PA                           |
| Vilafranca del Penedès | Alt Penedès       | Barcelona                | 2.329  | 14,80 | 3        | CUP                                             |
| Vilanova i la Geltrú | Garraf            | Barcelona                | 4.421  | 16,35 | 5        | CUP-PA                                          |
| Vilassar de Dalt | Maresme           | Barcelona                | 599    | 15,39 | 2        | CUP-PA                                          |
| Vilassar de Mar | Maresme           | Barcelona                | 1.581  | 16,59 | 4        | Babord - CUP-PA                                 |
| Vilobí del Penedès | Alt Penedès       | Barcelona                | 116    | 18,74 | 1        | CUP-PA - Alternativa per Vilobí                 |
| Alcanar | Montsià           | Tarragona                | 460    | 10,54 | 1        | CUP-PA                                          |
| Alcover | Alt Camp          | Tarragona                | 450    | 20,11 | 3        | CUP                                             |
| Calafell | Baix Penedès      | Tarragona                | 853    | 9,71  | 2        | CUP-PA                                          |
| Deltebre | Baix Ebre         | Tarragona                | 502    | 8,53  | 1        | CUP-PA                                          |
| El Pla de Santa Maria | Alt Camp          | Tarragona                | 414    | 33,91 | 4        | CUP-PA                                          |
| El Vendrell | Baix Penedès      | Tarragona                | 1.347  | 10,03 | 2        | Som Poble - CUP-PA                              |
| Els Guiamets | Priorat           | Tarragona                | 136    | 62,96 | 5        | CUP-PA                                          |
| L'Arboç | Baix Penedès      | Tarragona                | 351    | 15,75 | 2        | CUP-PA - l'Arboç Participa                      |
| L'Argentera | Baix Camp         | Tarragona                | 38     | 33,33 | 0        | L'Argentera - CUP-PA                            |
| La Canonja | Tarragonès        | Tarragona                | 300    | 11,79 | 1        | CUP-PA                                          |
| La Vilella Alta | Priorat           | Tarragona                | 63     | 78,75 | 5        | La Vilella d'Amunt - CUP-PA                     |
| Llorenç del Penedès | Baix Penedès      | Tarragona                | 303    | 27,45 | 3        | Decideix Llorenç - CUP-PA                       |
| Montblanc | Conca de Barberà  | Tarragona                | 534    | 17,72 | 2        | CUP-PA                                          |
| Prades | Baix Camp         | Tarragona                | 40     | 11,14 | 0        | CUP-PA                                          |
| Reus | Baix Camp         | Tarragona                | 6.884  | 17,75 | 6        | CUP-PA                                          |
| Riudoms | Baix Camp         | Tarragona                | 590    | 18,43 | 2        | CUP-PA                                          |
| Tarragona | Tarragonès        | Tarragona                | 4.182  | 8,22  | 2        | CUP-PA                                          |
| Torredembarra | Tarragonès        | Tarragona                | 433    | 7,52  | 1        | CUP-PA                                          |
| Tortosa | Baix Ebre         | Tarragona                | 930    | 6,89  | 1        | CUP - Alternativa Ecologista per Tortosa - PA   |
| Ulldecona | Montsià           | Tarragona                | 308    | 11,13 | 1        | CUP-PA                                          |
| Valls | Alt Camp          | Tarragona                | 1.562  | 16,06 | 3        | Crida per Valls - CUP-PA                        |
| Alfés | Segrià            | Lleida                   | 84     | 38,89 | 3        | CUP                                             |
| Alpicat | Segrià            | Lleida                   | 438    | 16,40 | 2        | CUP                                             |
| Balaguer | Noguera           | Lleida                   | 625    | 9,38  | 2        | CUP - Procés Constituent - PA                   |
| Bellmunt d'Urgell | Noguera           | Lleida                   | 40     | 31,50 | 0        | CUP-PA                                          |
| Bellpuig | Urgell            | Lleida                   | 568    | 29,01 | 4        | CUP-PA                                          |
| Biosca | Segarra           | Lleida                   | 65     | 48,87 | 1        | CUP-PA                                          |
| Cava | Alt Urgell        | Lleida                   | 6      | 14,29 | 0        | CUP-PA                                          |
| Cervera | Segarra           | Lleida                   | 419    | 11,38 | 1        | CUP-PA                                          |
| El Pont de Bar | Alt Urgell        | Lleida                   | 16     | 19,28 | 0        | PA                                              |
| La Seu d'Urgell | Alt Urgell        | Lleida                   | 432    | 8,52  | 1        | CUP-PA                                          |
| La Torre de Cabdella | Pallars Jussà     | Lleida                   | 106    | 21,37 | 1        | CUP                                             |
| Les Borges Blanques | Garrigues         | Lleida                   | 302    | 11,32 | 1        | CUP                                             |
| Lleida | Segrià            | Lleida                   | 4.387  | 8,75  | 2        | Crida per Lleida - CUP                          |
| Maials | Segrià            | Lleida                   | 103    | 18,86 | 1        | Alternativa Maials - PA                         |
| Solsona | Solsonès          | Lleida                   | 609    | 15,54 | 2        | Alternativa per Solsona - CUP-PA                |
| Soriguera | Pallars Sobirà    | Lleida                   | 91     | 39,06 | 3        | Assemblea Popular de Soriguera - CUP            |
| Sort | Pallars Sobirà    | Lleida                   | 220    | 18,79 | 2        | CUP                                             |
| Tàrrega | Urgell            | Lleida                   | 1.127  | 18,15 | 3        | CUP-PA                                          |
| Tarroja de Segarra | Segarra           | Lleida                   | 62     | 52,99 | 2        | CUP-PA                                          |
| Almàssera | Horta Nord        | València                 | 68     | 1,62  | 0        | CUP-PA                                          |
| Biar | Alt Vinalopó      | Alacant                  | 27     | 1,15  | 0        | CUP-PA                                          |
| Burjassot | Horta Nord        | València                 | 1.209  | 6,27  | 1        | Totes amb Burjassot - PA                        |
| Pedreguer | Marina Alta       | Alacant                  | 535    | 14,92 | 2        | CUP                                             |

#### Eleccions al Parlament de Catalunya de 2015: «Governem-nos»
El 14 de juliol de 2015 la CUP va presentar públicament la seva candidatura electoral de cara a les eleccions al Parlament de Catalunya de 2015 sota el nom de Candidatura d'Unitat Popular-Crida Constituent. El 30 de juliol es van donar a conèixer els resultats de les primàries realitzades per escollir els diferents caps de llista de les diferents circumscripcions, Antonio Baños per Barcelona, Benet Salellas per Girona, Ramon Usall per Lleida i Sergi Saladié per Tarragona. Els resultats en aquestes eleccions van ser positius per a la formació que va obtenir 337.794 vots (un 8,21% del vots), passant de 3 a 10 diputats, repartits de la següent manera: 1 a Tarragona (Sergi Saladié), 1 a Girona (Benet Salellas), 1 a Lleida (Ramon Usall) i 7 a Barcelona (Antonio Baños, Anna Gabriel, Josep Manel Busqueta, Gabriela Serra, Albert Botran, Eulàlia Reguant i Julià de Jòdar).
El 15 d'octubre de 2015, després de la declaració d'Artur Mas davant del Tribunal Superior de Justícia de Catalunya (TSJC) per l'organització de la Consulta sobre la independència de Catalunya del 2014, el secretari general del sindicat ultradretà Manos Limpias, Miguel Bernad, va anunciar que havien iniciat els tràmits per intentar il·legalitzar la CUP. Al moment de fer-se aquest anunci, el grupuscle espanyol ja s'havia posat en contacte amb el Ministeri de l'Interior i amb un jutjat d'instrucció. Segons Bernad, el motiu pel qual Manos Limpias havia decidit denunciar la CUP fou que consideren que la formació independentista és una «organització criminal».

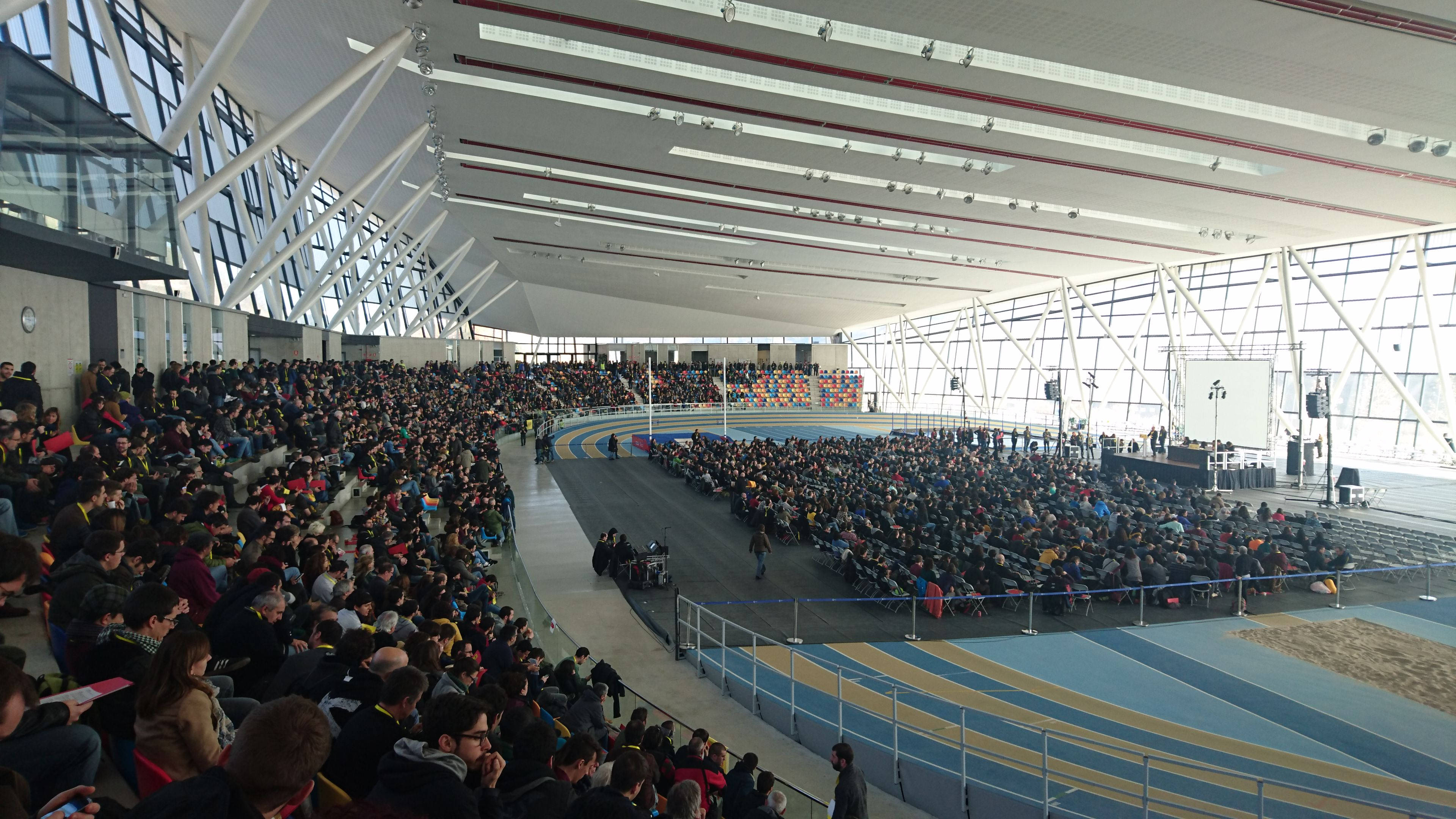
Assemblea Nacional extraordinària de la CUP sobre el possible acord d'investidura amb Junts pel Sí, celebrat a la pista coberta municipal d'atletisme de Sabadell el 27 de desembre de 2015.

Entre els mesos de setembre i desembre de 2015, l'organització va estar negociant un pla de xoc social, un procés constituent i un president/a de la Generalitat de Catalunya amb Junts pel Sí. El diumenge 27 de desembre, just una setmana després de les eleccions al Congrés dels Diputats es va convocar una Assemblea Nacional extraordinària a Sabadell per a decidir si els deu diputats del Parlament havien d'investir o no Artur Mas com a President de la Generalitat. Després d'un dia de discussions i votacions es va arribar a un empat inesperat de 1.515 vots a favor del «Sí» i 1.515 vots a favor del «No». Una setmana després, el Consell Polític (els representants de les tretze Assemblees Territorials de la CUP) i el Grup d'Acció Parlamentària (els representants de les onze organitzacions que donen suport a la CUP) es van reunir, van traslladar els posicionament dels diferents nuclis i organitzacions, i van acordar no investir Mas. La decisió va provocar malestar entre els militants de l'organització partidaris de la investidura d'Artur Mas en el context del moment polític. L'exemple més destacat fou la renúncia de l'acta de diputat per part d'Antonio Baños el 4 gener de 2016, i el juny del mateix any la renúncia de sis dels quinze membres del Secretariat Nacional.

#### Referèndum sobre la independència de Catalunya de 2017
A l'Assemblea Nacional celebrada a Esparreguera el maig de 2016 es van aprovar algunes qüestions significatives: en primer lloc, la possibilitat de presentar equips al Secretariat Nacional; en segon lloc, l'organització va començar a integrar una mirada feminista no tan sols de cara enfora, sinó de cara endins, assenyalant canvis necessaris en les pràctiques militants; i finalment, s'aprovà una esmena que apuntava la necessitat de reorientar la legislatura cap a la celebració d'un referèndum.

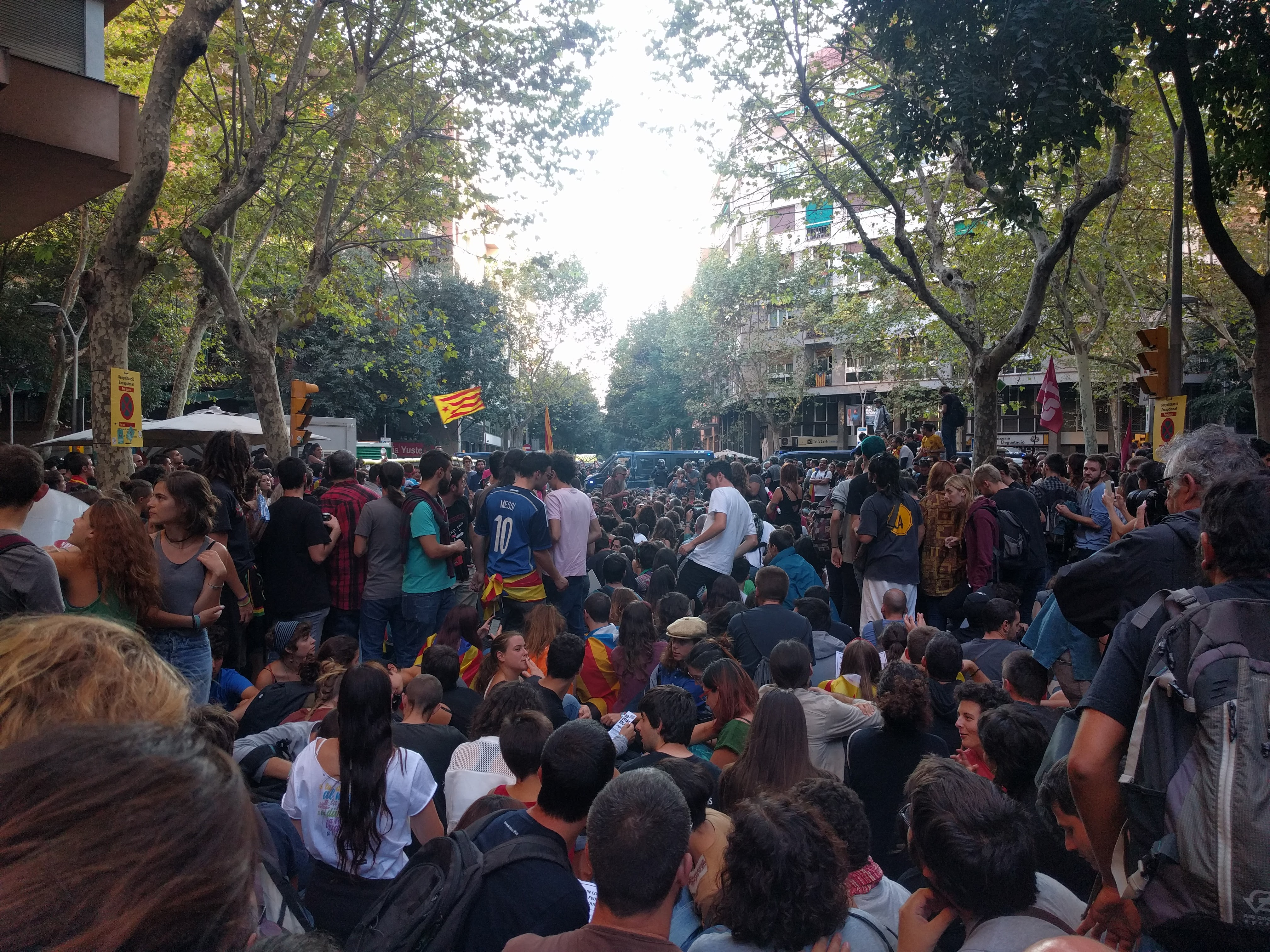
Concentració davant de la seu CUP de Barcelona contra l'assalt policial el 2017

Durant el 2017, la CUP sí que va aprovar els pressupostos de la Generalitat, que s'entenien dins un acord global cap a la celebració del referèndum que ja tenia data, l'1 d'octubre. I durant l'estiu d'aquell any l'organització es va bolcar en la celebració de centenars d'actes per a crear el clima de mobilització necessaris. El 20 de setembre, en el marc de l'Operació Anubis, un desplegament de la Policia espanyola va intentar entra a la seu de la CUP sense ordre judicial però la formació d'una enorme muralla humana com a forma de resistència noviolenta li ho va impedir.
El president del govern espanyol Mariano Rajoy convocà, el 27 d'octubre de 2017, eleccions al Parlament de Catalunya dins del marc de l'aplicació de l'Article 155 de la Constitució Espanyola, poc temps després que el Parlament declarés la independència. La CUP va decidir concorre-hi a l'AN celebrada a Granollers posant èmfasi en els elements que havien fallat després de l'1-O per poder fer efectiva la República, i es defensava que la prioritat era aplicar aquell resultat.
La plataforma ultra Por España me atrevo (sic), organització integrada per membres de Democracia Nacional i Somatemps, convocà una manifestació el 2 de desembre de 2017 sota el lema «Els carrers ja no són vostres» davant de la seu nacional de la CUP, ja que en aquest dia els membres de la CUP es reunien en el Consell Polític per tancar el programa per a les eleccions del 21 de desembre. La CUP presentà denúncies dies abans a la manifestació demanant la prohibició de la manifestació a la Junta Electoral Central i el TSJC. Malgrat les denúncies, les institucions es negaren a prohibir la concentració feixista i traslladaren la responsabilitat al Departament d'Interior. Arran d'aquests fets, la CUP feu una crida a la militància a fer un cordó davant la seu, al carrer de Casp, a partir de les 10.00 h. A la concentració, s'hi sumaren diversos Comitès de Defensa de la República (CDR).
El 27 de desembre de 2017 agents dels Mossos d'Esquadra detingueren als regidors de la CUP Oriol Ciurana i Marta Llorens, quan aquests entraven a les oficines de l'Ajuntament de Reus, acusats d'un delicte d'odi contra la Policia espanyola per haver signat un manifest en contra de la presència dels cossos policíacs a la ciutat en referència a l'1-O. La titular del jutjat d'instrucció número 2 del municipi havia ordenat aquesta detenció el dia anterior. Seguidament a la detenció, la CUP i el CDR de Reus convocaren una concentració —en suport a les detingudes— a les 20.00 h davant de l'Ajuntament de Reus, a la plaça del Mercadal que finalitzà a la comissaria dels Mossos d'Esquadra. El 28 de desembre a les 9.00 h van comparèixer davant la jutge on els dos regidors optaren pel dret a no declarar. Quedaren en llibertat, ja que l'objectiu de la compareixença tan sols era el de declarar davant la jutge. També des de les 8.30 h es concentrà un centenar de persones davant dels jutjats per mostrar el seu suport a les represaliades.

#### Eleccions al Parlament de Catalunya de 2017: «Dempeus»
Poc abans de les eleccions al Parlament de Catalunya de 2017, que se celebraren el 21 de desembre, el Secretariat Nacional anuncià la seva dimissió, fruit de la intensitat del darrer tram de legislatura. En els comicis electorals, la Candidatura d'Unitat Popular - Crida Constituent patí una davallada i passà de 10 a 4 diputats (tres per Barcelona i un per Girona). Els càrrecs electes foren: Carles Riera, Maria Sirvent i Vidal Aragonés per Barcelona i Natàlia Sànchez per Girona.
El febrer de 2018 va elegir-se un nou Secretariat Nacional. Durant l'elecció sorgiren divergències entre els defensors de Poble Lliure i els d'Endavant. Més enllà de les candidatures conjuntes, es van presentar cinc candidats individuals: Lluc Salellas, Mireia Boya, Íñigo Robledo, Albert Serrats i Hugo Alvira. Les candidatures grupals foren «Des de Baix» i «Som Llavor».

#### Eleccions municipals de 2019: «Atreveix-te!»
A les eleccions municipals del 26 de maig 2019, la CUP es presentà per primera vegada a l'Ajuntament de Palma i a l'Aran (amb candidatura a quatre municipis i també al Consell General). Al País Valencià, la CUP repetí candidatura al municipi alacantí de Pedreguer.
La formació independentista es presentà amb l'eslògan «Atreveix-te!» amb el propòsit de recordar a la ciutadania que la clau de «la sobirania la té el poble català» i, per això, proposà treballar «des de baix i des de l'esquerra» per a generar «un nou moment favorable per la plena autodeterminació dels Països Catalans».
La CUP obtingué 337 regidors i presència a un total de 43 governs municipals a través de candidatures de la CUP-AMUNT i altres candidatures de confluència a les quals la CUP donà suport. En aquests municipis la CUP inicià el mandat amb les alcaldies de: Berga, Capafons, Cava, Celrà, Colomers, Els Guiamets, Monistrol de Calders, Navàs, Olvan, Tornabous, La Torre de Fontaubella, Vallbona d'Anoia, Verges, Viladamat, Vilaür i La Vilella Alta.
A les eleccions municipals de 2019 la CUP va presentar les següents candidatures:
| Municipi                             | Comarca           | Vots  | %     | Regidors | Candidatura                                               |
| ------------------------------------ | ----------------- | ----- | ----- | -------- | --------------------------------------------------------- |
| Arenys de Mar                        | Maresme           | 916   | 11,92 | 2        | CUP-AMUNT                                                 |
| Arenys de Munt                       | Maresme           | 393   | 8,53  | 1        | CUP-AMUNT                                                 |
| Calella                              | Maresme           | 569   | 6,96  | 1        | CUP-AMUNT                                                 |
| Canet de Mar                         | Maresme           | 453   | 6,39  | 1        | CUP-AMUNT                                                 |
| Malgrat de Mar                       | Maresme           | 563   | 6,50  | 1        | CUP-AMUNT                                                 |
| Sant Cebrià de Vallalta              | Maresme           | 214   | 13,19 | 1        | CUP-AMUNT                                                 |
| Sant Celoni                          | Vallès Oriental   | 1574  | 18,55 | 3        | CUP-AMUNT                                                 |
| Sant Esteve de Palautordera          | Vallès Oriental   | 448   | 27,91 | 3        | Vallflorida Republicana - CUP-AMUNT                       |
| Sant Pol de Mar                      | Maresme           | 522   | 18,44 | 3        | CUP-AMUNT                                                 |
| Santa Maria de Palautordera          | Vallès Oriental   | 711   | 14,67 | 2        | CUP-AMUNT                                                 |
| Tordera                              | Maresme           | 392   | 5,47  | 1        | CUP-AMUNT                                                 |
| Vallgorguina                         | Vallès Oriental   | 240   | 17,11 | 2        | CUP-AMUNT                                                 |
| Capellades                           | Anoia             | 686   | 24,41 | 3        | Vila de Capellades - CUP-AMUNT                            |
| Igualada                             | Anoia             | 1973  | 10,26 | 2        | Poble Actiu - CUP-AMUNT                                   |
| Masquefa                             | Anoia             | 295   | 6,68  | 1        | CUP-AMUNT                                                 |
| Piera                                | Anoia             | 468   | 7,08  | 1        | CUP-AMUNT                                                 |
| Sant Martí de Tous                   | Anoia             | 199   | 25,74 | 2        | CUP-AMUNT                                                 |
| Vallbona d'Anoia                     | Anoia             | 212   | 26,01 | 2        | CUP-AMUNT                                                 |
| Beuda                                | Garrotxa          | 57    | 53,27 | 2        | CUP-AMUNT                                                 |
| Olot                                 | Garrotxa          | 1720  | 11,10 | 2        | CUP-AMUNT                                                 |
| Balaguer                             | Noguera           | 625   | 8,78  | 1        | CUP-AMUNT                                                 |
| Tornabous                            | Urgell            | 168   | 38,10 | 3        | Poble Viu - AMUNT                                         |
| Barcelona                            | Barcelonès        | 29335 | 3,89  | 0        | CUP - Capgirem Barcelona - AMUNT                          |
| Santa Coloma de Gramenet             | Barcelonès        | 2244  | 4,99  | 0        | Som Gramenet - AMUNT                                      |
| Berga                                | Berguedà          | 3347  | 40,75 | 8        | CUP-AMUNT                                                 |
| Borredà                              | Berguedà          | 106   | 32,82 | 2        | Treballem Junts per Borredà - AMUNT                       |
| Olvan                                | Berguedà          | 326   | 58,74 | 5        | CUP-AMUNT                                                 |
| Sant Jaume de Frontanyà              | Berguedà          | 5     | 23,81 | 1        | AMUNT                                                     |
| Bellpuig                             | Urgell            | 500   | 22,16 | 3        | CUP-AMUNT                                                 |
| Cervera                              | Segarra           | 556   | 14,52 | 2        | CUP-AMUNT                                                 |
| Maldà                                | Urgell            | 51    | 32,08 | 1        | CUP-AMUNT                                                 |
| Sant Guim de la Plana                | Segarra           | 54    | 40,30 | 1        | Crida per Sant Guim - AMUNT                               |
| Tàrrega                              | Urgell            | 1128  | 15,88 | 3        | CUP-AMUNT                                                 |
| Tarroja de Segarra                   | Segarra           | 53    | 43,44 | 2        | Tarroja Poble Actiu - AMUNT                               |
| Cadaqués                             | Alt Empordà       | 181   | 14,04 | 1        | Assemblea per Cadaqués - AMUNT                            |
| Castelló d'Empúries                  | Alt Empordà       | 475   | 15,45 | 3        | CUP-AMUNT                                                 |
| Darnius                              | Alt Empordà       | 29    | 9,45  | 0        | CUP-AMUNT                                                 |
| Figueres                             | Alt Empordà       | 1046  | 6,66  | 1        | Guanyem Figueres - AMUNT                                  |
| Mollet de Peralada                   | Alt Empordà       | 33    | 25,98 | 1        | CUP-AMUNT                                                 |
| Banyoles                             | Pla de l'Estany   | 1180  | 12,76 | 2        | Sumem Banyoles - AMUNT                                    |
| Bescanó                              | Gironès           | 260   | 9,40  | 1        | CUP-AMUNT                                                 |
| Bordils                              | Gironès           | 251   | 29,36 | 3        | CUP-AMUNT                                                 |
| Celrà                                | Gironès           | 1527  | 60,62 | 8        | CUP-AMUNT                                                 |
| Cervià de Ter                        | Gironès           | 179   | 30,81 | 2        | Alternativa per Cervià i Raset - AMUNT                    |
| Colomers                             | Baix Empordà      | 78    | 69,03 | 5        | Independents pel Progrés de Colomers - AMUNT              |
| Fornells de la Selva                 | Gironès           | 264   | 16,84 | 2        | Independents per Fornells - AMUNT                         |
| Girona                               | Gironès           | 8311  | 19,15 | 6        | Guanyem Girona - AMUNT                                    |
| L'Escala                             | Alt Empordà       | 168   | 4,23  | 0        | CUP-AMUNT                                                 |
| Llagostera                           | Gironès           | 796   | 21,47 | 3        | CUP - Alternativa per Llagostera - AMUNT                  |
| Quart                                | Gironès           | 229   | 10,94 | 1        | CUP-AMUNT                                                 |
| Salt                                 | Gironès           | 778   | 8,93  | 2        | Independents per Salt - CUP-AMUNT                         |
| Sant Gregori                         | Gironès           | 265   | 12,22 | 1        | CUP-AMUNT                                                 |
| Sarrià de Ter                        | Gironès           | 526   | 19,87 | 2        | Poble Actiu Sarrià de Ter - AMUNT                         |
| Verges                               | Baix Empordà      | 515   | 84,01 | 9        | Junts Fem Poble - AMUNT                                   |
| Viladamat                            | Alt Empordà       | 247   | 78,41 | 6        | CUP-AMUNT                                                 |
| Viladasens                           | Gironès           | 31    | 22,96 | 0        | CUP-AMUNT                                                 |
| Vilaür                               | Alt Empordà       | 51    | 57,95 | 5        | Independents per Vilaür - AMUNT                           |
| Aiguafreda                           | Osona             | 149   | 10,48 | 1        | CUP-AMUNT                                                 |
| Caldes de Montbui                    | Vallès Oriental   | 966   | 11,51 | 2        | CUP-AMUNT                                                 |
| Cànoves i Samalús                    | Vallès Oriental   | 73    | 4,13  | 0        | CUP-AMUNT                                                 |
| Cardedeu                             | Vallès Oriental   | 1319  | 14,45 | 2        | CUP-AMUNT                                                 |
| El Figueró i Montmany                | Vallès Oriental   | 146   | 25,80 | 2        | CUP-AMUNT                                                 |
| Les Franqueses del Vallès            | Vallès Oriental   | 470   | 5,61  | 1        | SAL - CUP-AMUNT                                           |
| La Garriga                           | Vallès Oriental   | 1088  | 12,86 | 2        | CUP-AMUNT                                                 |
| Granollers                           | Vallès Oriental   | 1331  | 4,79  | 0        | Crida per Granollers - CUP-AMUNT                          |
| Lliçà d'Amunt                        | Vallès Oriental   | 302   | 4,21  | 0        | CUP-AMUNT                                                 |
| Mollet del Vallès                    | Vallès Oriental   | 354   | 1,56  | 0        | CUP-AMUNT                                                 |
| Santa Eulàlia de Ronçana             | Vallès Oriental   | 179   | 5,08  | 0        | CUP-AMUNT                                                 |
| Vallromanes                          | Vallès Oriental   | 62    | 4,43  | 0        | CUP-AMUNT                                                 |
| La Bisbal d'Empordà                  | Baix Empordà      | 822   | 18,12 | 3        | CUP-AMUNT                                                 |
| Calonge i Sant Antoni                | Baix Empordà      | 284   | 6,25  | 1        | CUP-AMUNT                                                 |
| Palamós                              | Baix Empordà      | 411   | 5,14  | 1        | CUP-AMUNT                                                 |
| Sant Feliu de Guíxols                | Baix Empordà      | 256   | 2,78  | 0        | CUP-AMUNT                                                 |
| Torroella de Montgrí                 | Baix Empordà      | 534   | 10,88 | 2        | CUP                                                       |
| Cava                                 | Alt Urgell        | 15    | 41,67 | 2        | CUP-AMUNT                                                 |
| Guixers                              | Solsonès          | 65    | 67,01 | 1        | CUP-AMUNT                                                 |
| Lladurs                              | Solsonès          | 35    | 27,13 | 0        | CUP-AMUNT                                                 |
| La Seu d'Urgell                      | Alt Urgell        | 517   | 9,21  | 2        | CUP-AMUNT                                                 |
| Solsona                              | Solsonès          | 653   | 14,71 | 2        | Alternativa per Solsona - CUP-AMUNT                       |
| Begues                               | Baix Llobregat    | 306   | 8,25  | 1        | CUP-AMUNT                                                 |
| Castelldefels                        | Baix Llobregat    | 299   | 1,11  | 0        | Som Castelldefels - Pirates - AMUNT                       |
| Cornellà de Llobregat                | Baix Llobregat    | 1344  | 3,51  | 0        | Alternativa d'Esquerres - CUP-AMUNT                       |
| Gavà                                 | Baix Llobregat    | 481   | 2,32  | 0        | CUP-AMUNT                                                 |
| L'Hospitalet de Llobregat            | Barcelonès        | 2077  | 2,06  | 0        | CUP l'Hospitalet per la Ruptura - AMUNT                   |
| El Prat de Llobregat                 | Baix Llobregat    | 751   | 2,53  | 0        | CUP-AMUNT                                                 |
| Sant Boi de Llobregat                | Baix Llobregat    | 1451  | 3,89  | 0        | Guanyem Sant Boi - AMUNT                                  |
| Alpicat                              | Segrià            | 345   | 10,96 | 1        | CUP-AMUNT                                                 |
| Lleida                               | Segrià            | 2434  | 4,32  | 0        | Crida per Lleida - CUP-AMUNT                              |
| Artés                                | Bages             | 708   | 24,24 | 3        | CUP-AMUNT                                                 |
| Calders                              | Moianès           | 113   | 18,71 | 1        | CUP-AMUNT                                                 |
| Manresa                              | Bages             | 3269  | 10,09 | 3        | Fem Manresa - CUP - Sobiranistes - AMUNT                  |
| Moià                                 | Moianès           | 420   | 14,27 | 2        | Capgirem Moià - CUP-AMUNT                                 |
| Monistrol de Calders                 | Moianès           | 207   | 44,52 | 4        | CUP-AMUNT                                                 |
| Monistrol de Montserrat              | Bages             | 252   | 17,27 | 2        | CUP-AMUNT                                                 |
| Mura                                 | Bages             | 57    | 34,13 | 1        | Mura Activa Mura Viva - AMUNT                             |
| Navarcles                            | Bages             | 508   | 15,77 | 2        | CUP-AMUNT                                                 |
| Navàs                                | Bages             | 1170  | 35,62 | 5        | CUP-AMUNT                                                 |
| Sallent                              | Bages             | 687   | 18,81 | 2        | Fem Poble Sallent - AMUNT                                 |
| Santpedor                            | Bages             | 648   | 16,24 | 2        | CUP-AMUNT                                                 |
| Súria                                | Bages             | 204   | 6,11  | 0        | CUP-AMUNT                                                 |
| Alella                               | Maresme           | 477   | 9,92  | 1        | Alternativa per Alella - CUP-AMUNT                        |
| Cabrera de Mar                       | Maresme           | 797   | 7,49  | 1        | CUP-AMUNT                                                 |
| Dosrius                              | Maresme           | 206   | 7,57  | 1        | Plataforma Alternativa Ciutadana de Dosrius - CUP - AMUNT |
| El Masnou                            | Maresme           | 851   | 7,10  | 1        | CUP-AMUNT                                                 |
| Mataró                               | Maresme           | 2623  | 4,72  | 0        | CUP-AMUNT                                                 |
| Premià de Dalt                       | Maresme           | 565   | 11,10 | 2        | Crida Premià de Dalt - AMUNT                              |
| Premià de Mar                        | Maresme           | 1813  | 13,81 | 3        | Crida Premianenca - CUP-AMUNT                             |
| Sant Vicenç de Montalt               | Maresme           | 195   | 6,12  | 1        | CUP-AMUNT                                                 |
| Tiana                                | Maresme           | 226   | 4,76  | 0        | CUP-AMUNT                                                 |
| Vilassar de Dalt                     | Maresme           | 712   | 15,23 | 2        | CUP-AMUNT                                                 |
| Campdevànol                          | Ripollès          | 245   | 13,54 | 1        | CUP-AMUNT                                                 |
| Ribes de Freser                      | Ripollès          | 257   | 25,47 | 2        | CUP - Som Poble - AMUNT                                   |
| Ripoll                               | Ripollès          | 558   | 10,47 | 2        | Alternativa per Ripoll - CUP-AMUNT                        |
| Cambrils                             | Baix Camp         | 516   | 3,82  | 0        | CUP-AMUNT                                                 |
| Flix                                 | Ribera d'Ebre     | 208   | 10,36 | 1        | Crida Flixanca - AMUNT                                    |
| Els Guiamets                         | Priorat           | 140   | 72,54 | 6        | CUP-AMUNT                                                 |
| Móra d'Ebre                          | Ribera d'Ebre     | 287   | 10,41 | 1        | Fem Poble - AMUNT                                         |
| Reus                                 | Baix Camp         | 3760  | 8,67  | 3        | CUP-AMUNT                                                 |
| Riudoms                              | Baix Camp         | 398   | 12,12 | 1        | CUP-AMUNT                                                 |
| La Selva del Camp                    | Baix Camp         | 490   | 15,63 | 2        | CUP-AMUNT                                                 |
| La Torre de Fontaubella              | Priorat           | 47    | 48,45 | 3        | AMUNT                                                     |
| Vandellòs i l'Hospitalet de l'Infant | Baix Camp         | 232   | 7,59  | 1        | CUP-AMUNT                                                 |
| La Vilella Alta                      | Priorat           | 59    | 80,82 | 5        | CUP-AMUNT                                                 |
| Barberà del Vallès                   | Vallès Occidental | 674   | 4,38  | 0        | Esquerra Alternativa per Barberà - CUP-AMUNT              |
| Castellar del Vallès                 | Vallès Occidental | 752   | 6,06  | 1        | CUP-AMUNT                                                 |
| Cerdanyola del Vallès                | Vallès Occidental | 3048  | 10,68 | 3        | Guanyem Cerdanyola - AMUNT                                |
| Montcada i Reixac                    | Vallès Occidental | 732   | 4,80  | 0        | CUP-AMUNT                                                 |
| Palau-solità i Plegamans             | Vallès Occidental | 306   | 4,27  | 0        | CUP-AMUNT                                                 |
| Sabadell                             | Vallès Occidental | 10737 | 11,13 | 3        | Crida per Sabadell - AMUNT                                |
| Santa Perpètua de Mogoda             | Vallès Occidental | 436   | 3,93  | 0        | CUP-AMUNT                                                 |
| Sentmenat                            | Vallès Occidental | 617   | 13,91 | 2        | CUP-AMUNT                                                 |
| Corbera de Llobregat                 | Baix Llobregat    | 1013  | 16,08 | 3        | CUP-AMUNT                                                 |
| Esparreguera                         | Baix Llobregat    | 1119  | 11,10 | 2        | CUP-AMUNT                                                 |
| Esplugues de Llobregat               | Baix Llobregat    | 812   | 3,64  | 0        | CUP-AMUNT                                                 |
| Gelida                               | Alt Penedès       | 231   | 6,18  | 1        | CUP-AMUNT                                                 |
| Molins de Rei                        | Baix Llobregat    | 1743  | 12,68 | 3        | CUP-AMUNT                                                 |
| El Papiol                            | Baix Llobregat    | 217   | 10,62 | 1        | CUP-AMUNT                                                 |
| Sant Esteve Sesrovires               | Baix Llobregat    | 249   | 6,43  | 1        | Alternativa Unitària per Sant Esteve - AMUNT              |
| Sant Just Desvern                    | Baix Llobregat    | 456   | 5,03  | 1        | CUP-AMUNT                                                 |
| Arbúcies                             | Selva             | 678   | 22,22 | 3        | CUP-AMUNT                                                 |
| Blanes                               | Selva             | 778   | 4,82  | 0        | CUP-AMUNT                                                 |
| Breda                                | Selva             | 232   | 11,03 | 1        | CUP-AMUNT                                                 |
| Caldes de Malavella                  | Selva             | 530   | 15,26 | 2        | Som Caldes - AMUNT                                        |
| Lloret de Mar                        | Selva             | 307   | 2,63  | 0        | CUP-AMUNT                                                 |
| Riells i Viabrea                     | Selva             | 132   | 6,32  | 0        | CUP-AMUNT                                                 |
| Santa Coloma de Farners              | Selva             | 602   | 11,04 | 2        | CUP-AMUNT                                                 |
| La Canonja                           | Tarragonès        | 285   | 10,30 | 1        | Som Poble - AMUNT                                         |
| Tarragona                            | Tarragonès        | 3615  | 6,35  | 2        | CUP-AMUNT                                                 |
| Castellbisbal                        | Vallès Occidental | 411   | 6,77  | 1        | CUP-AMUNT                                                 |
| Matadepera                           | Vallès Occidental | 557   | 11,37 | 1        | CUP-AMUNT                                                 |
| Olesa de Montserrat                  | Baix Llobregat    | 904   | 8,53  | 2        | CUP-AMUNT                                                 |
| Rubí                                 | Vallès Occidental | 1621  | 5,10  | 1        | Assemblea d'Unitat Popular - AMUNT                        |
| Sant Cugat del Vallès                | Vallès Occidental | 4871  | 11,04 | 3        | CUP-AMUNT                                                 |
| Sant Llorenç Savall                  | Vallès Occidental | 263   | 20,64 | 2        | CUP-AMUNT                                                 |
| Terrassa                             | Vallès Occidental | 3434  | 3,59  | 0        | CUP-AMUNT                                                 |
| Alcanar                              | Montsià           | 548   | 12,22 | 2        | CUP-AMUNT                                                 |
| Deltebre                             | Baix Ebre         | 310   | 4,82  | 0        | CUP-AMUNT                                                 |
| Tortosa                              | Baix Ebre         | 822   | 5,48  | 1        | CUP-AMUNT                                                 |
| La Torre de Cabdella                 | Pallars Jussà     | 136   | 26,67 | 2        | CUP-AMUNT                                                 |
| Alcover                              | Alt Camp          | 701   | 27,44 | 4        | CUP-AMUNT                                                 |
| Capafonts                            | Baix Camp         | 57    | 60,64 | 2        | CUP-AMUNT                                                 |
| El Pla de Santa Maria                | Alt Camp          | 242   | 18,53 | 2        | CUP-AMUNT                                                 |
| Valls                                | Alt Camp          | 1453  | 13,14 | 3        | CUP-AMUNT                                                 |
| Altafulla                            | Tarragonès        | 136   | 5,00  | 0        | CUP-AMUNT                                                 |
| Calafell                             | Baix Penedès      | 1038  | 10,12 | 2        | CUP-AMUNT                                                 |
| Creixell                             | Tarragonès        | 101   | 6,53  | 0        | CUP-AMUNT                                                 |
| Cunit                                | Baix Penedès      | 172   | 3,26  | 0        | Capgirem Cunit - CUP-AMUNT                                |
| L'Arboç                              | Baix Penedès      | 193   | 7,79  | 1        | AMUNT                                                     |
| Llorenç del Penedès                  | Baix Penedès      | 337   | 27,71 | 3        | Decideix Llorenç - AMUNT                                  |
| Torredembarra                        | Tarragonès        | 322   | 4,69  | 0        | CUP-AMUNT                                                 |
| Calldetenes                          | Osona             | 235   | 16,56 | 2        | Poble en Marxa - AMUNT                                    |
| Centelles                            | Osona             | 250   | 6,30  | 1        | CUP - Totes Som Poble - AMUNT                             |
| Collsuspina                          | Moianès           | 17    | 7,17  | 0        | Collsuspina Un Poble - CUP - AMUNT                        |
| Manlleu                              | Osona             | 1161  | 13,85 | 3        | CUP-AMUNT                                                 |
| Les Masies de Voltregà               | Osona             | 203   | 11,09 | 1        | CUP-AMUNT                                                 |
| Montesquiu                           | Osona             | 183   | 32,85 | 2        | Som Montesquiu - AMUNT                                    |
| Perafita                             | Osona             | 99    | 39,13 | 3        | Poble Actiu Perafita - AMUNT                              |
| Sant Hipòlit de Voltregà             | Osona             | 151   | 7,95  | 1        | CUP-AMUNT                                                 |
| Sant Quirze de Besora                | Osona             | 315   | 25,28 | 3        | Som Poble - AMUNT                                         |
| Torelló                              | Osona             | 1804  | 26,22 | 5        | CUP - Som Poble - AMUNT                                   |
| Vic                                  | Osona             | 2748  | 15,32 | 4        | Capgirem Vic - CUP-AMUNT                                  |
| Mediona                              | Alt Penedès       | 194   | 17,12 | 2        | Teixint Mediona - CUP-AMUNT                               |
| El Pla del Penedès                   | Alt Penedès       | 103   | 14,59 | 1        | CUP-AMUNT                                                 |
| Santa Margarida i els Monjos         | Alt Penedès       | 246   | 7,31  | 1        | Poble Actiu - CUP-AMUNT                                   |
| Sant Martí Sarroca                   | Alt Penedès       | 160   | 9,28  | 1        | Alternativa Martinenca - CUP-AMUNT                        |
| Sant Pere de Riudebitlles            | Alt Penedès       | 218   | 17,40 | 2        | Més Poble - CUP-AMUNT                                     |
| Sant Quintí de Mediona               | Alt Penedès       | 113   | 9,96  | 1        | MÉS - CUP-AMUNT                                           |
| Sant Sadurní d'Anoia                 | Alt Penedès       | 836   | 12,48 | 2        | CUP-AMUNT                                                 |
| Subirats                             | Alt Penedès       | 364   | 20,67 | 2        | Alternativa per Subirats - CUP-AMUNT                      |
| Vilafranca del Penedès               | Alt Penedès       | 2154  | 11,79 | 2        | CUP-AMUNT                                                 |
| Vilobí del Penedès                   | Alt Penedès       | 75    | 11,19 | 1        | CUP-AMUNT                                                 |
| Cubelles                             | Garraf            | 442   | 6,78  | 1        | CUP-AMUNT                                                 |
| Olivella                             | Garraf            | 93    | 6,17  | 0        | CUP-AMUNT                                                 |
| Sitges                               | Garraf            | 1146  | 9,14  | 2        | Guanyem Sitges (Sitges en Comú, MÉS, CUP) - AMUNT         |
| Vilanova i la Geltrú                 | Garraf            | 3546  | 11,36 | 3        | Capgirem Vilanova i la Geltrú - CUP-AMUNT                 |
| Pedreguer                            | Marina Alta       | 489   | 14,39 | 2        | CUP-AMUNT                                                 |

La CUP també participa en les següents candidatures:
| Municipi            | Comarca        | Vots | %     | Regidors | Candidatura                                    |
| ------------------- | -------------- | ---- | ----- | -------- | ---------------------------------------------- |
| Bausen              | Vall d'Aran    | 12   | 24,49 | 1        | Aran Amassa                                    |
| Les                 | Vall d'Aran    | 82   | 16,37 | 1        | Aran Amassa                                    |
| Naut Aran           | Vall d'Aran    | 159  | 15,30 | 1        | Aran Amassa                                    |
| La Nou de Berguedà  | Berguedà       | 50   | 42,74 | 5        | Som Poble Grup d'Electors de la Nou i Malanyeu |
| Palma               | Palma          | 1439 | 0.99  | 0        | Crida per Palma                                |
| Sant Adrià de Besòs | Barcelonès     | 2162 | 16,19 | 3        | Sant Adrià en Comú                             |
| Sant Pere de Ribes  | Garraf         | 2974 | 22,74 | 5        | Construïm                                      |
| Sort                | Pallars Sobirà | 474  | 38,88 | 5        | Som Poble                                      |
| Vielha e Mijaran    | Vall d'Aran    | 204  | 7,86  | 1        | Aran Amassa                                    |
| Vilajuïga           | Alt Empordà    | 317  | 48,77 | 5        | Assemblea per Vilajuïga                        |
| Vilassar de Mar     | Maresme        | 1537 | 14,01 | 3        | Babord                                         |

#### Eleccions generals espanyoles de 2019
Després d'un debat intens, la CUP va presentar una llista a les eleccions al Congrés dels Diputats espanyol. Les eleccions que s'havien celebrat a l'abril es van haver de repetir perquè no hi va haver acord entre partits que poguessin aconseguir majoria per a la investidura i per a formar govern. En aquesta segona ocasió pel 10 de novembre de 2019, la CUP va canviar de parer i, per una diferència petita de vots, va guanyar l'opció favorable a concórrer-hi en coalició amb Pirates de Catalunya. La campanya va estar marcada per la sentència del Tribunal Suprem, que condemnava a altes penes de presó els presos polítics catalans, i també per les intenses protestes al carrer contra la sentència del judici al procés independentista català. En aquest context, la CUP va aconseguir 246.971 vots i dos diputats per Barcelona, Mireia Vehí i Albert Botran.

### 2021: Construïm el nou cicle

#### Eleccions al Parlament de Catalunya de 2021: «Un nou cicle per guanyar»

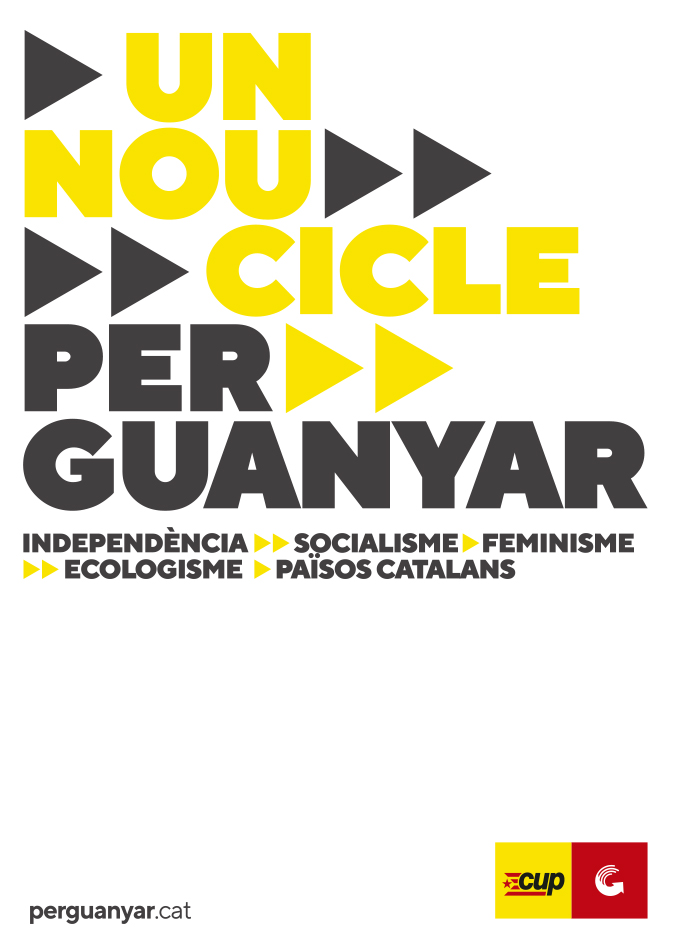
Cartell per a les eleccions al Parlament de Catalunya de 2021

En les eleccions del 14 de febrer de 2021, es va presentar sota la fórmula CUP-Guanyem, una coalició electoral formada per la CUP i Guanyem Catalunya. Les bases d'ambdós partits donaren el vist-i-plau per a poder-se presentar junts i l'acord especificava que Dolors Sabater, exalcaldessa de Badalona, en seria la presidenciable i cap de llista per Barcelona. Els candidats per Tarragona, Girona i Lleida foren Laia Estrada, Dani Cornellà i Pau Juvillà, respectivament.
Els resultats en aquestes eleccions van ser favorables per a la formació, la CUP va obtenir 189.087 vots (un 6,67% del vots) convertint-se en cinquena força i passant de 4 a 9 diputats, repartits de la següent manera: 1 a Tarragona (Laia Estrada), 2 a Girona (Dani Cornellà i Montserrat Vinyets), 1 a Lleida (Pau Juvillà, que va ser substituït l'any següent per Nogay Ndiaye arran de la inhabilitació del primer) i 5 a Barcelona (Dolors Sabater, Carles Riera, Eulàlia Reguant, Xavier Pellicer i Basharat Changue).

### 2023. Crisi i refundació
Les diferències ideològiques entre Endavant, que postula el reforçament de la militància interna, i defensa l'eix ideològic, definint-se com a internacionalista, i Poble Lliure, que es defineix com nacionalista i hereu del Moviment de Defensa de la Terra, partidari de l'obertura a perfils no militants de la formació i la unitat d'acció independentista incloent-hi Junts) o a definir-se com a nacionalista, es van resoldre amb l'hegemonia d'Endavant.

#### Eleccions municipals de 2023: «Gent que lluiti és el que cal»
A les eleccions municipals del 28 de maig de 2023, la CUP va presentar 163 candidatures en coalició amb Pirates de Catalunya amb el nom legal «Candidatura d'Unitat Popular - Alternativa Municipalista (CUP-AMUNT)», 28 de les quals noves però menys que l'any 2019, quan en va presentar 190. A nivell pressupostari, la CUP va gastar uns 213.300 euros i va abordar en campanya temes com el dret a l'habitatge, la mobilitat, el dret a l'aigua, el model energètic, el decreixement turístic, la sobirania alimentària i el dret a viure dignament arreu del territori. El principal acte de precampanya es va fer a Gramenet de Besòs, la campanya electoral va arrencar a Tarragona sota el lema «Gent que lluiti és el que cal», talment el vers del poema «Les quatre banderes» de Miquel Martí i Pol, l'acte central va ser a Barcelona i l'acte final a Berga.

##### Eleccions generals espanyoles de 2023
A les eleccions generals espanyoles de 2023 es van presentar només a les circumscripcions de Catalunya i no van obtenir cap escó al Congrés dels diputats, perdent els dos que tenien, fet que va fer que al cap de pocs dies anunciessin que entraven en una fase de refundació de l'organització, el Procés de Garbí.

#### Procés de Garbí
La refundació de la Candidatura d'Unitat Popular ha significat la participació de 1.500 militants en diverses etapes, com un Congrés Nacional obert el 16 de desembre de 2023, i trobades territorials i temàtiques el gener, febrer i març de 2024, fins que el grup Motor del Procés de Garbí va presentar el mes de juny de 2024 la seva ponència estratègica i organitzativa presentada a la militància fins a l'Assemblea Nacional del 21 de setembre de 2024 a Sabadell.

#### Eleccions al Parlament de Catalunya de 2024
La convocatòria anticipada de les eleccions al Parlament de Catalunya de 2024 va interrompre el procés de Garbí, que s'havia de cloure amb la refundació de l'organització amb una assemblea nacional al juny de 2024. Laia Estrada va guanyar enfront de Laure Vega el procés de primàries per escollir la cap de llista de la Candidatura d'Unitat Popular - Defensem la Terra a les eleccions al Parlament. La formació va patir un important retrocés en suport electoral, passant de nou a quatre diputats, amb transferència de vot a Junts i Alhora.
El procés de Garbí va culminar amb l'elecció el 15 d'octubre de 2024 de Ramon Casadevall i Sala com a secretari general, càrrec de nova creació, i el canvi de logo en juny de 2025.
El 23 de juliol de 2025 Laia Estrada, la presidenta del grup al Parlament va dimitir com a diputada per discrepàncies polítiques, obrint una nova crisi a la formació.

## Resultats electorals

### Municipals
| Data | Catalunya | Catalunya | Catalunya   | País Valencià | País Valencià | País Valencià | Illes Balears | Illes Balears | Illes Balears |
| Data | Vots      | %         | Regidors    | Vots          | %             | Regidors      |               |               |               |
| ---- | --------- | --------- | ----------- | ------------- | ------------- | ------------- | ------------- | ------------- | ------------- |
| 1991 | 2.664     | 0,10      | 2 / 8.328   |               |               |               |               |               |               |
| 1995 | 61        | 0,00      | 2 / 8.426   |               |               |               |               |               |               |
| 1999 | 64        | 0,00      | 1 / 8.500   |               |               |               |               |               |               |
| 2003 | 7.266     | 0,14      | 11 / 8.690  |               |               |               |               |               |               |
| 2007 | 16.191    | 0,56      | 20 / 8.932  | 98            | 0,00          | 0 / 5.622     |               |               |               |
| 2011 | 65.656    | 2,29      | 110 / 9.132 | 203           | 0,01          | 0 / 5.784     |               |               |               |
| 2015 | 237.643   | 7,63      | 382 / 9.077 | 1.839         | 0,07          | 3 / 5.742     |               |               |               |
| 2019 | 176.474   | 5,05      | 334 / 9.076 | 489           | 0,02          | 2 / 5.716     |               |               |               |
| 2023 | 133.043   | 4,43      | 313 / 9.139 | 499           | 0,02          | 0 / 5.760     | 901           | 0'00          | 0 / 938       |

### Parlament de Catalunya
| Data | Vots    | %    | Diputats |
| ---- | ------- | ---- | -------- |
| 2012 | 126.435 | 3,48 | 3 / 135  |
| 2015 | 337.794 | 8,21 | 10 / 135 |
| 2017 | 195.246 | 4,46 | 4 / 135  |
| 2021 | 189.924 | 6,68 | 9 / 135  |
| 2024 | 127.108 | 4,09 | 4 / 135  |

### Corts espanyoles
| Data | Vots    | %    | Diputats |
| ---- | ------- | ---- | -------- |
| 2019 | 246.971 | 6,37 | 2 / 48   |
| 2023 | 98.794  | 2,83 | 0 / 48   |

### Parlament Europeu
| Data | Vots  | %    | Diputats |
| ---- | ----- | ---- | -------- |
| 2004 | 8.180 | 0,05 | 0 / 54   |